# Tramwaje w Poznaniu
Tramwaje w Poznaniu (z gwary poznańskiej bimby, lp. – bimba) – system komunikacji tramwajowej działający w Poznaniu i należący do Miejskiego Przedsiębiorstwa Komunikacyjnego działającego na zlecenie Zarządu Transportu Miejskiego w Poznaniu.
Obecnie system składa się z 18 linii dziennych, dwóch nocnych oraz dwóch linii turystycznych obsługiwanej przez historyczny tabor kursujący w weekendy od maja do października (linia 0). Tramwaje poruszają się po torach o rozstawie 1435 mm i łącznej długości torowiska 147,385 km toru pojedynczego.

## Historia

### XIX wiek
Pomysł budowy sieci tramwajowej w Poznaniu zrealizowało dwóch berlińskich przedsiębiorców: Otto Reymer i Otto Masch, którzy po otrzymaniu koncesji od miasta zainaugurowali 30 lipca przejazdy tramwaju konnego. Pierwsza regularna linia ruszyła 31 lipca 1880, przewożąca pasażerów spod Dworca Głównego przez ul. Święty Marcin, Rycerską (dziś Ratajczaka), pl. Wilhelmowski (dziś pl. Wolności) na Stary Rynek. W dość krótkim czasie trasę tę wydłużono prowadząc tory przez Butelską (dziś Woźna), Garbarami przez Chwaliszewo na Ostrów Tumski. Powstała też odnoga biegnąca przez ul. Wiktorii (dziś Gwarna i Mielżyńskiego), pl. Królewski (dziś pl. Cyryla Ratajskiego), Fryderykowską (dziś ul. 23 Lutego), Wilhelmowską (dziś Al. Marcinkowskiego), Seekta (dziś ul. Solna) następnie Wolnicą, Małymi Garbarami, Szewską, Szeroką (dziś Wielka) do Wielkich Garbar (dziś Garbary), gdzie łączyła się z linią główną.
Pomimo że w mieście było zapotrzebowanie na tego typu usługi, berlińczycy po kilku tygodniach znaleźli się na skraju bankructwa. Miało to związek z niefortunnym przebiegiem odnogi, a także brakiem napisów w języku polskim, co wywołało bojkot wśród Polaków. Zniechęceni przedsiębiorcy odsprzedali linię Poznańskiemu Towarzystwu Kolei Konnej (niem. Posener Pferde-Eisenbahn-Gesellschaft), które uzyskało monopol na rozbudowę i eksploatację miejskiej sieci tramwajowej. Wówczas tabor liczył 20 wagonów. Część z nich (tzw. letnie) nie posiadało obudowy ścian bocznych, a ławki usytuowano weń w poprzek, na całej długości wagonu. Po 1898 przebudowano m.in. te wagony na doczepne i kursowały one na liniach jeszcze do lat 20. XX wieku. Wycofano je dopiero z okazji Powszechnej Wystawy Krajowej.
We wrześniu 1880 Towarzystwo wykupiło cześć terenów po starym dworcu kolejowym na Jeżycach, gdzie powstała zajezdnia, która działała do 28 grudnia 2010. W 1896 powstały kolejne dwie trasy: pierwsza biegnąca od Starego Rynku przez ul. Wrocławską, pl. Piotra (dziś pl. Wiosny Ludów), Półwiejską do nieistniejącej dzisiaj Bramy Wildeckiej oraz druga od zajezdni przez Zwierzyniecką, Jadwigi (dziś Kraszewskiego) do rynku Jeżyckiego, po roku przedłużona przez ul. Wielką Berlińską (dziś Dąbrowskiego) do fabryk chemicznych przy ul. Polnej. Obie trasy budowano już z cięższych szyn, planując ruch tramwajów elektrycznych.
6 marca 1898 tramwaj konny zastąpiony został tramwajem elektrycznym. Kursowały wówczas trzy linie:
- oznaczona kolorem białym – po trasie starego tramwaju konnego od Dworca Głównego przez Stary Rynek na Ostrów Tumski
- oznaczona kolorem czerwonym – z Rynku Jeżyckiego ul. Jadwigi (dziś. ul. Kraszewskiego), Zwierzyniecką, św. Marcinem i starą trasą tramwaju konnego, a od Starego Rynku do Bramy Wildeckiej,
- oznaczona kolorem żółtym – z Dworca Głównego, trasą identyczną jak „biała”, ale tylko do skrzyżowania ul. Wielkiej i Wielkich Garbar.

W ciągu następnego miesiąca uruchomiono czwartą linię:
- oznaczoną kolorem zielonym – ze Starego Rynku, św. Marcinem i nową trasą do wsi Górczyn (dzisiejsze skrzyżowanie ul. Głogowskiej i Kosynierskiej).

Ceny za pierwsze przejazdy wynosiły 10 bądź 20 fenigów, a po godzinie 23:00 należało uiścić podwójną opłatę.
W 1899 położono drugi tor na Starym Rynku i Wielkiej Berlińskiej (obecnie ul. Dąbrowskiego).

### Początek XX wieku
Przed I wojną światową rozbudowano sieć linii, która teraz docierała także na Garbary (do Rzeźni Miejskiej, od 1900), na pl. Sapieżyński (dziś pl. Wielkopolski) do Bramy Dębińskiej (obecnie skrzyżowanie Strzeleckiej i Krakowskiej), Śródkę, Sołacz i Dębiec (do dzisiejszej fabryki Cegielskiego), ulicą Grunwaldzką do ulicy Ułańskiej. Zwiększyła się również liczba torów w śródmieściu. Powstały nowe trasy przez wiadukty nad torami kolejowymi: Most Teatralny i Most Dworcowy. W dwudziestoleciu międzywojennym tramwaj zaczął docierać na Golęcin, Dębiec (przedłużenie trasy), Dębinę (do kąpieliska warciańskiego), Ogrody, Grunwald i Winiary, jednocześnie zlikwidowano część linii na wąskich uliczkach Starego Miasta. Nie udało się wybudować linii do Głównej, gdzie wprowadzono w 1930 r. komunikację trolejbusową.
W czasie II wojny światowej, podczas stoczonych walk o Poznań, większość taboru i część infrastruktury została zniszczona.

### Lata po II wojnie światowej

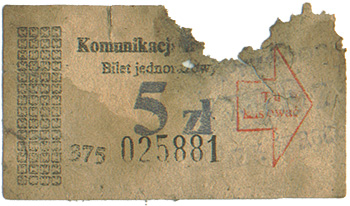
Stary bilet komunikacji miejskiej, ok. 1986

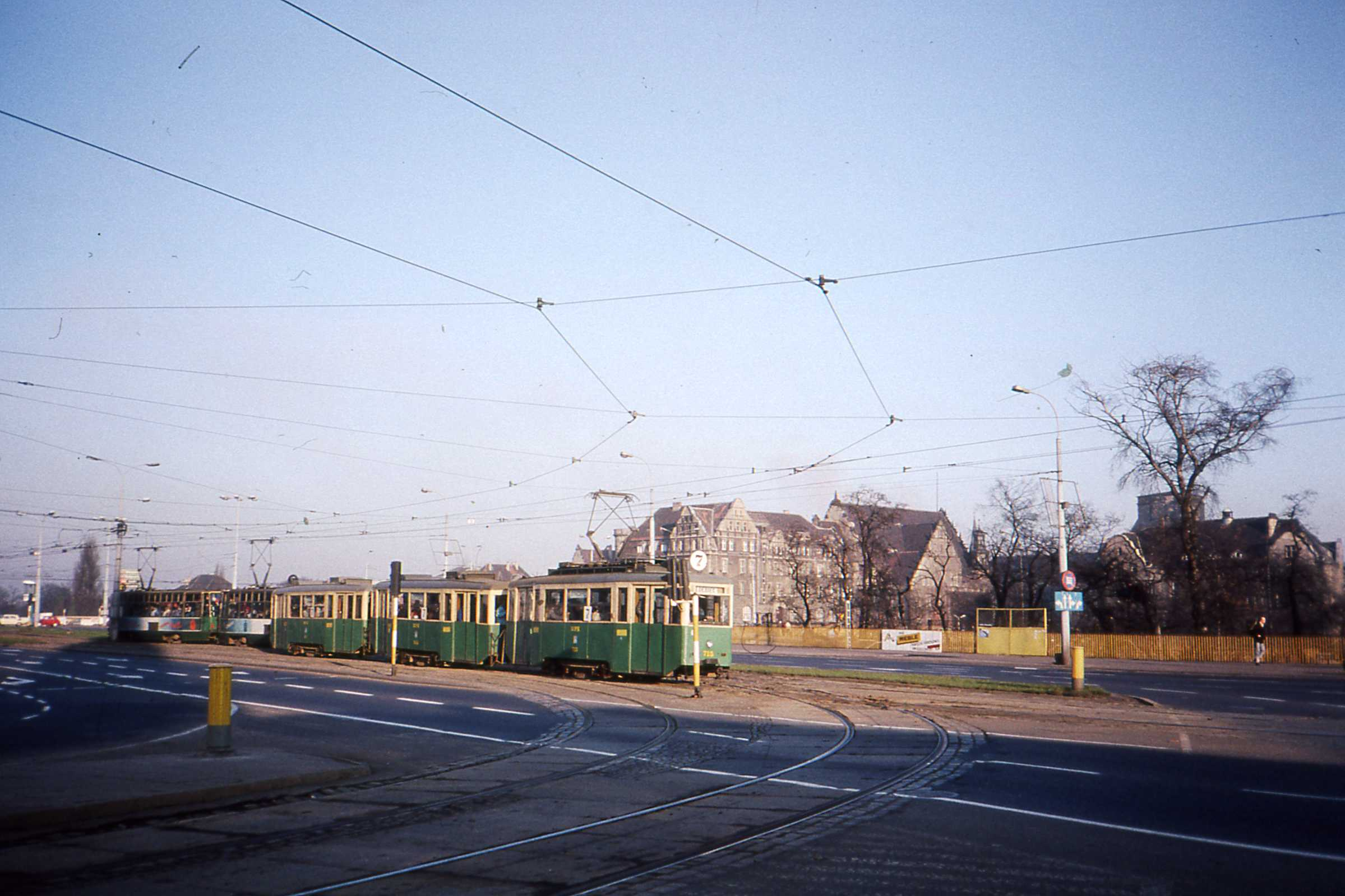
Tramwaj typu Konstal N w składzie trzywagonowym przy ulicy Roosevelta w listopadzie 1989 roku

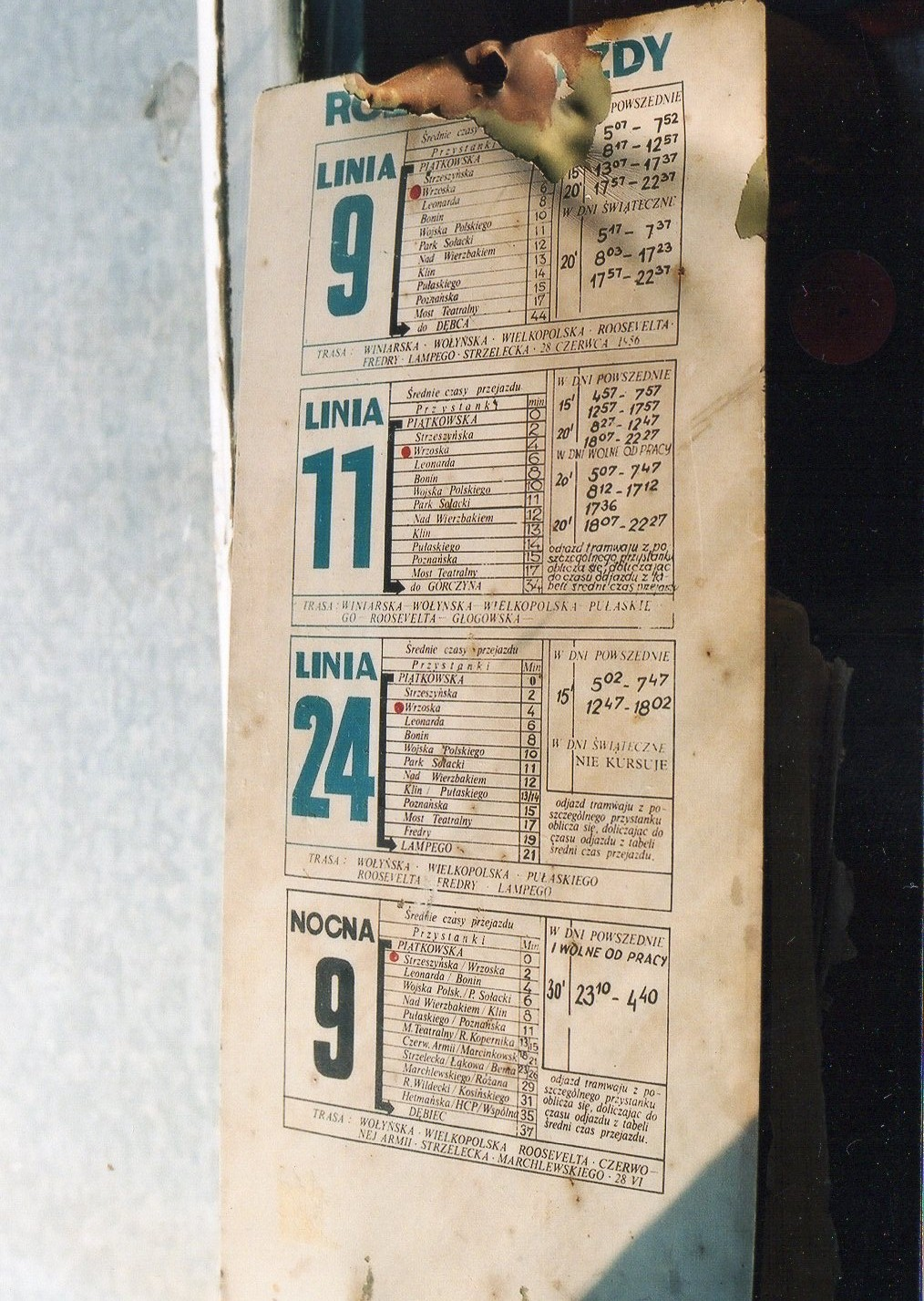
Tablica przystankowa rozkładu jazdy poznańskich tramwajów sprzed 1989 roku na przystanku Wrzoska

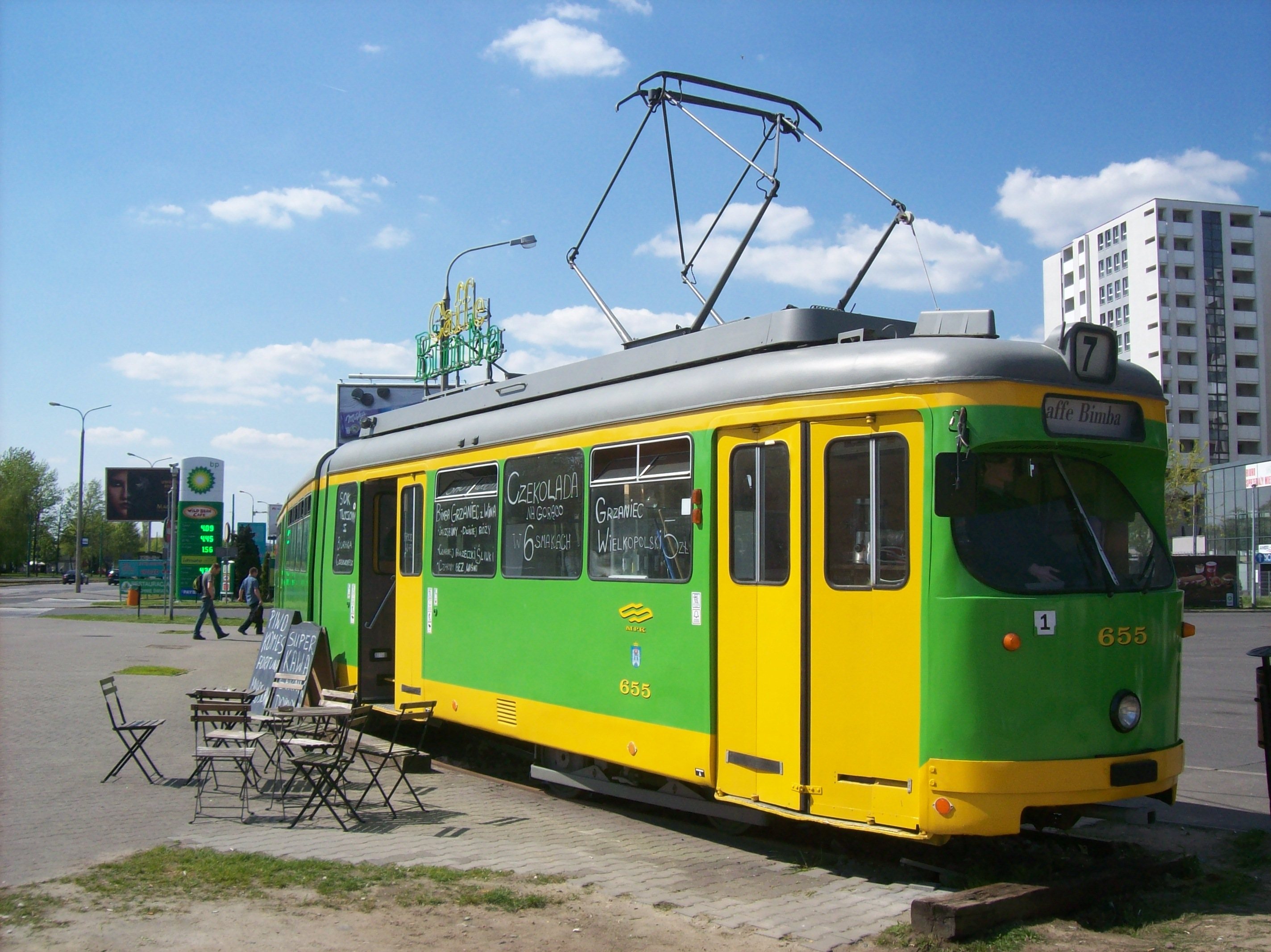
Caffe Bimba (2016)

Od razu po zakończeniu działań wojennych przystąpiono do odbudowy sieci. Pracami kierował inż. Zygmunt Rybicki. Pierwszy tramwaj ruszył 4 marca 1945 ulicą Głogowską na odcinku od ul. Palacza do Parku Wilsona. Do końca listopada 1945 udrożniono znaczną część głównych szlaków, a w kwietniu 1946 wznowiono większość przedwojennych połączeń, poza tymi na prawym brzegu Warty i uliczkach Starego Miasta na wschód od Rynku. Wówczas powstała nowa trasa do Garbar omijająca Stary Rynek od południa, przez pl. Bernardyński. W latach 1949–1950 wybudowano linię do cmentarza junikowskiego. Na prawy brzeg Warty tramwaje powróciły w 1952, po oddaniu do użytku nowego mostu Juliana Marchlewskiego (dziś Królowej Jadwigi). W 1948 powstała zajezdnia Madalińskiego.
W latach 1953–1991 i ponownie od 1997 roku kursuje nocny tramwaj; obecnie jest to linia nr 201.
W kolejnych latach wybudowano nowe trasy pozwalające na szybkie przemieszczanie się pomiędzy dzielnicami z pominięciem centrum:
- 1955–1957 w ul. Marchlewskiego (dziś ul. Królowej Jadwigi) i most Marchlewskiego (dziś Most Królowej Jadwigi) na Rataje (w 1955 tramwaje wycofano ze Starego Rynku[7]),
- 1957–1964 w ul. Pułaskiego, Winogrady i Przełajową do pętli „Wilczak” z odgałęzieniem do ul. Serbskiej (1974),
- 1968–1973 w ul. Przybyszewskiego, Reymonta i Hetmańską,
- 1974–1977 od pl. Wielkopolskiego przez ul. Małe Garbary, Estkowskiego do ronda Śródka,
- 1979 na Chartowo, do pętli „Osiedle Lecha”, tzw. Trasa Kórnicka (otwarta 23 lutego 1979),
- 1983–1985 od os. Lecha przez ul. Jedności Słowiańskiej (dziś Chartowo i Żegrze) do ul. Hetmańskiej,

oraz linie peryferyjne:
- 1949–1950 do Cmentarza Komunalnego na Junikowie,
- 1955 z Rataj na Starołękę do fabryki Stomil, w 1967 przedłużoną do stacji kolejowej Poznań Starołęka,
- 1959 do Zawad przez Śródkę z odgałęzieniem do os. Warszawskiego, i w 1974 do Miłostowa,
- 1980 z Winiar prawie do ul. Lechickiej (pętla „Piątkowska”)[7].

W 1951 do Poznania przybyło pierwszych 30 wagonów silnikowych typu N ze Stoczni Północnej w Gdańsku oraz 20 doczepnych typu ND z Sanockiej Fabryki Wagonów „Sanowag” . Potem przychodziły wagony z Konstalu Chorzów: w 1952 dziesięć doczepnych, w 1953 dziesięć silnikowych, w 1955 po pięć silnikowych i doczepnych, a w 1956 cztery silnikowe i siedem doczepnych. W 1957 Poznań otrzymał trzy wagony silnikowe 4N oraz pięć doczepnych 4ND. Kolejne dostawy tych typów nastąpiły w: 1958 (12 silnikowych i 15 doczepnych), 1959 (17 silnikowych i 7 doczepnych), 1960 (po 12 obu), 1961 (3 silnikowe i 7 doczepnych) oraz 1962 (5 silnikowych). Do 1954 tabor malowano na kolor kremowo-zielony, a potem, w ramach centralnego ujednolicenia, na kremowo-czerwono (do pierwotnego malowania powrócono w 1957). W latach 1964–1969 z Warszawy do Poznania przywieziono 50 wagonów silnikowych i 93 doczepne typu N pochodzące z lat 1949–1961. Od 1969 do 1970, również z Warszawy, przybyło dziewięć przegubowców skonstruowanych w latach 1962–1963 z wozów typu N i ND (zezłomowano je już w latach 1971–1973). Począwszy od 1961 wagony typu N i 4N modernizowano, przebudowując je na jednokierunkowe i unowocześniając ich wnętrza. Od 1963 datowały się próby zastosowania mechanizmów elektrycznego zamykania drzwi, które na szerszą skalę rozpoczęto montować od 1965 (4N i 4ND), a w latach późniejszych także w N i ND. Cały proces zakończono w 1976.
W 1971 wycofano pierwszy wagon silnikowy typu N, a w 1977 wszystkie nie poddane modernizacji doczepy generacji ND. W 1980 MPK Poznań dysponowało 125 sztukami wagonów silnikowych i 145 doczepnych typu N. W 1990 było to już odpowiednio: 57 i 49 sztuk. W 1990 zaprzestano eksploatowania trójskładów typu N+ND+ND, a w do końca 1992 zaprzestano użytkowania generacji N w ogóle (w ostatnich miesiącach wagony te obsadzone były na liniach 7 i 8, tylko w szczytach komunikacyjnych w liczbie jedenastu pociągów dwuwagonowych). Od 1 stycznia 1993 pozostawały jedynie w rezerwie, na wypadek awarii. Na stanie ewidencyjnym pozostało w tym czasie 36 wagonów (po osiemnaście doczepnych i silnikowych). W 2001 w przedsiębiorstwie było 21 wagonów silnikowych tej serii (w większości roboczych) i 4 doczepne.
W latach 70. XX wieku przybyło do miasta osiem wagonów typu 102N (numery 1-8) oraz 65 sztuk typu 102Na (numery 9-73). W 1975 wprowadzono natomiast wagony typu 105N. W latach 1974–1980 wybudowano zajezdnię Forteczna.
Borykające się z niedoborem taborowym miasto w latach 1991–1995 otrzymało w darze wagony typu Beijnes 1G i 2G z Holandii. Przewozu pierwszych trzech (lipiec 1991) podjęło się niderlandzkie przedsiębiorstwo Kowlist. Łącznie sprowadzono 20 sztuk, z czego do służby liniowej trafiło jedynie 17. W 2003 dokupiono kolejne 12 wagonów 3G zastępując nimi wyeksploatowane 1G oraz 2G. Obsługiwały głównie linie nr: 3, 7, 9, 11 i 18. Tramwaje te do 28 grudnia 2010 stacjonowały w zajezdni przy ul. Gajowej na Jeżycach, a w momencie zamknięcia tej zajezdni przeniesiono je do zajezdni tramwajowej przy ulicy Madalińskiego, w której stacjonowały także poznańskie Düwagi GT6 oraz Düwagi GT8. 4 czerwca 2011 roku Poznań oficjalnie pożegnał serię. W Poznaniu pozostał jeden egzemplarz Beijnes 3G o numerze #805, który w dniu 29 stycznia 2013 roku został przekwalifikowany na tramwaj zabytkowy.
Niedobory taborowe były również przyczyną sprowadzenia do miasta z Niemiec wagonów typu Düwag GT6 i Düwag GT8, w Poznaniu nazywanych helmutami. Pierwsza ich dostawa pojawiła się w mieście w końcu 1996 i obejmowała pięć wagonów GT8 i jeden GT6. Wyprodukowała je fabryka Düwag w Düsseldorfie w latach 1957–1959. Otrzymały poznańskie numery 650-654 (GT8) oraz 600 (GT6). Skierowano je do obsługi nowo otwartego PST. Pierwsze wagony tych typów skreślono z inwentarza w 1998 (numery 600 i 606), a ostatnie w 2019 (numery 668, 669, 670, 683, 685, 687, 688, 689, 690, 691, 692, 693, 694, 695, 696, 697, 698, 699, 701, 703, 704, 705, 706, 707, 708, 709, 711, 712, 713 oraz 901). Ostatni skreślony ze stanu pojazdów liniowych w 2013 wagon GT8 numer 655 pełni funkcję stacjonarnej kawiarni przy rondzie Rataje.
Dostawy tramwajów z demobilu wpłynęły na wycofywanie starszego taboru produkcji polskiej. Od początku lat 90. XX wieku do kasacji zaczęto kierować tramwaje typu 102N i 102Na. W 2003 w ruchu liniowym (na linii 4) pozostawały tylko trzy egzemplarze o numerach: 5, 66 i 71.

### Historia najnowsza

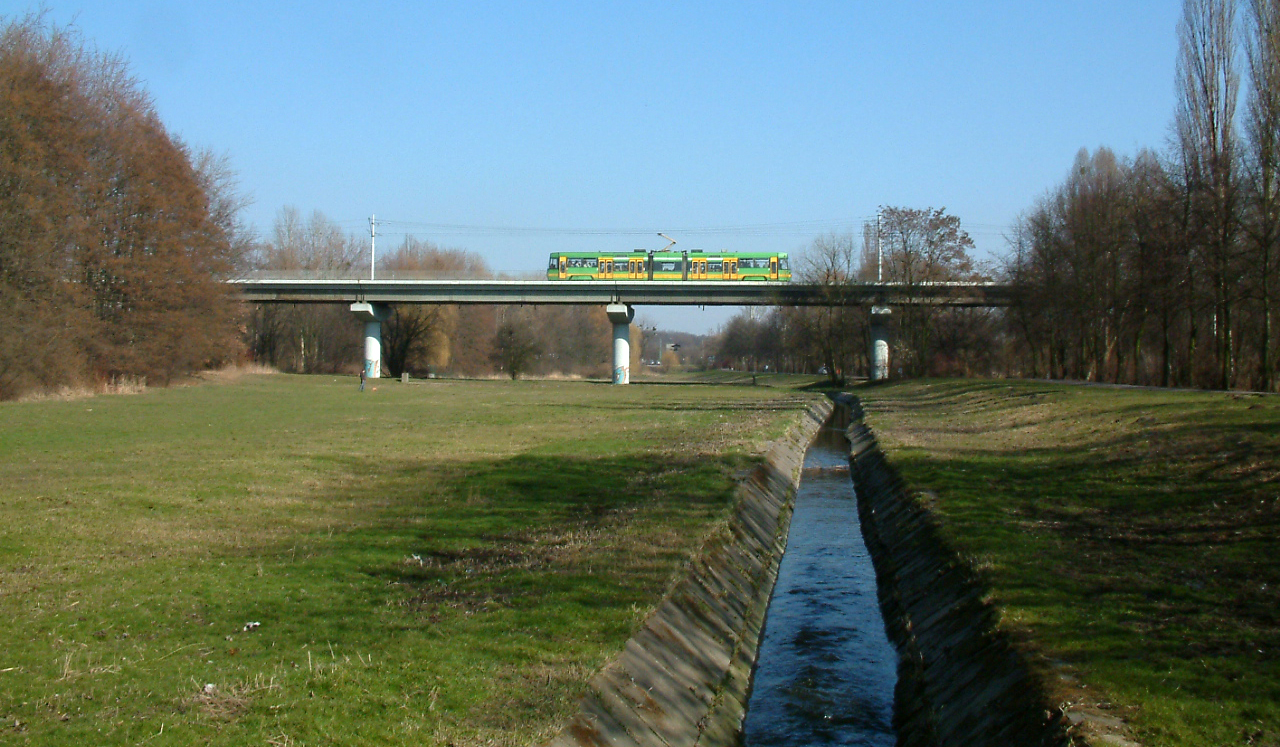
Tatra RT6N1 na estakadzie ponad Bogdanką, linia PST (2005)

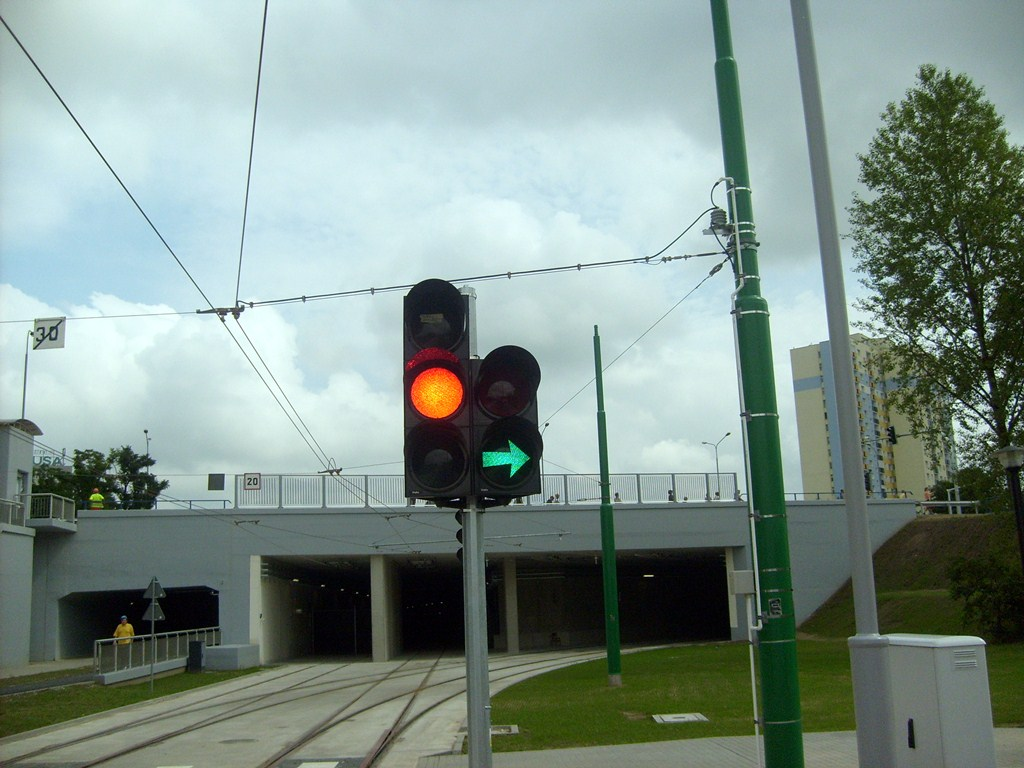
Wjazd do tunelu os. Lecha – Franowo od strony osiedla Lecha (2012)

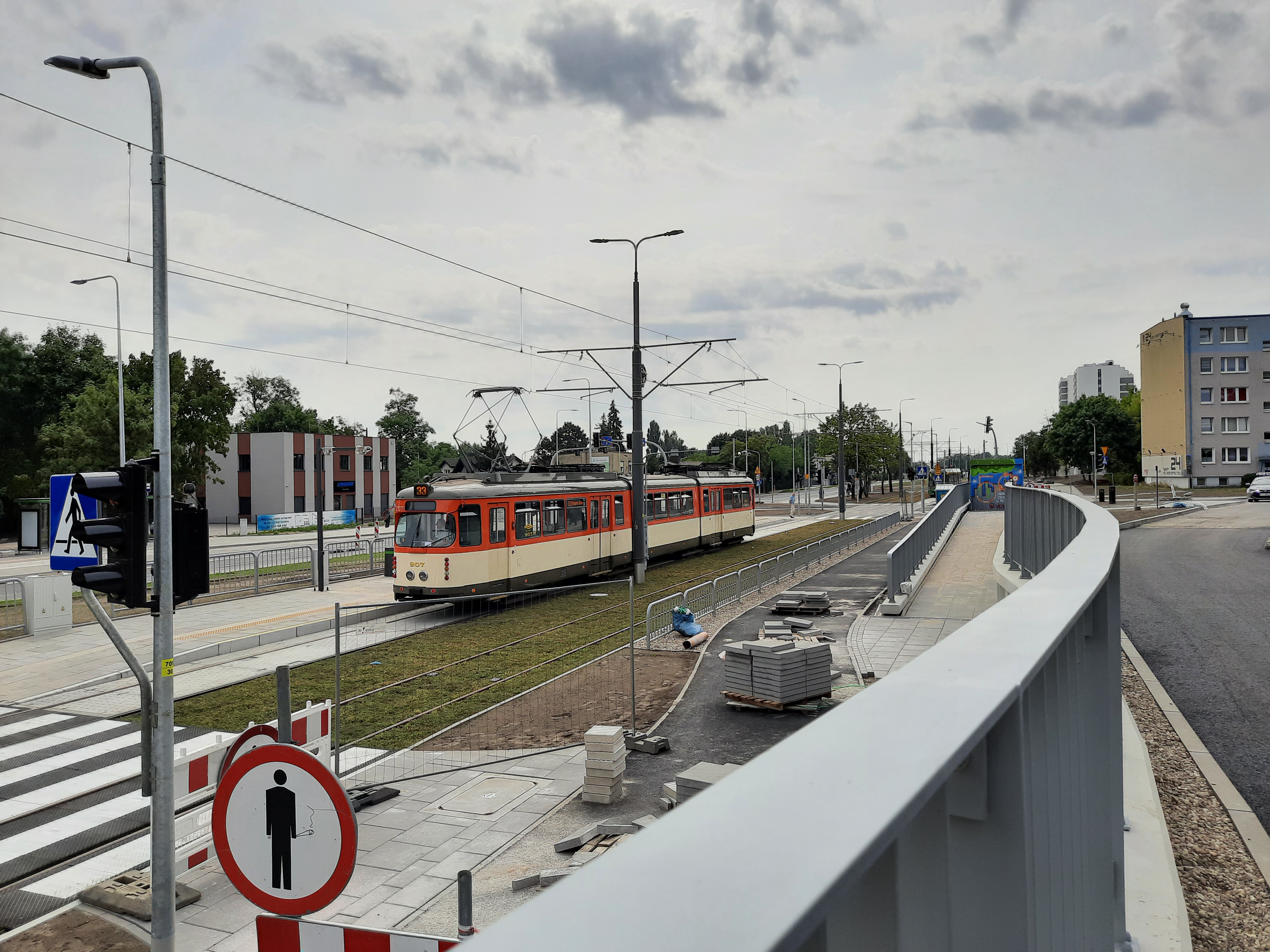
Otwarty pierwszy fragment trasy tramwajowej na Naramowice (22 sierpnia 2021)

W 1991 zlikwidowano linie tramwajowe nocne, zastępując je autobusowymi. Tego samego roku oddano pierwszy w Poznaniu odcinek torowiska złożonego z ciężkich szyn kolejowych i podkładów strunobetonowych (ul. Przybyszewskiego od Dąbrowskiego do Bukowskiej – 1300 metrów). Rewolucją w transporcie miejskim było oddanie do użytku w 1997 liczącego 6,1 km odcinka Poznańskiego Szybkiego Tramwaju, nazywanego potocznie przez poznaniaków „Pestką”. Obecnie trwa wiele inwestycji związanych z modernizacją i rozbudową sieci, gdyż według planu zagospodarowania przestrzennego z 1994 tramwaj ma stanowić podstawę komunikacji w mieście.
Po nieudanych próbach organizowania przetargu wraz z innymi miastami, Poznań ogłosił własny przetarg na zakup nowych tramwajów, który rozstrzygnięto 7 grudnia 2001. Wygrał go koncern Siemens z modelem Combino. Pierwszy wagon tego typu dotarł do zajezdni przy ul. Głogowskiej 3 grudnia 2003 o godzinie 22:49. Zajezdnia została wcześniej zmodernizowana pod tym kątem. Pierwszym motorniczym był Wojciech Grabowski.
W kwietniu 2003 miasto dysponowało 317 tramwajami obsługującymi 17 linii o całkowitej długości 201 km. W 2003 poznańskie tramwaje przejechały łącznie 10.405.035 km. 14 sierpnia 2007 otwarto drugi odcinek (jeśli przyjąć, że pierwszym jest odcinek od ul. Jana Pawła II do pętli na os. Lecha) trasy na Franowo łączący plac Wiosny Ludów przez ul. Podgórną, Dowbora Muśnickiego, Mostową, Most św. Rocha i Kórnicką z ul. Jana Pawła II.
W 2011 roku MPK podjęło decyzję o sprzedaży 40 tramwajów 105N (zmodernizowanych do standardu Konstal 105Na) z powodu braku miejsc w zajezdniach na ten typ tramwajów. Ponadto zostało zakupionych 45 Solarisów Tramino i 7 Moderusów Beta.  
11 sierpnia 2012 otwarto ostatni odcinek trasy na Franowo, łączący rejon dawnej pętli na os. Lecha z nową pętlą na Franowie. Część trasy na Franowo biegnie w tunelu. 1 września 2013 otwarto odcinek przedłużający trasę PST przez Dworzec Zachodni do ul. Głogowskiej. Oddano do użytku także pętlę przy dawnym peronie 7 Dworca Zachodniego.
7 maja 2014 rozpoczęła działalność nowo wybudowana zajezdnia tramwajowa na Franowie, umożliwiającej stacjonowanie do 100 tramwajów o długości 35 metrów. Od tego momentu sukcesywnie przenoszono tramwaje ówcześnie stacjonujące na zajezdni Madalińskiego. Ostatni pojazd taboru liniowego zmienił lokalizację 14 grudnia 2014, tym samym stając się miejscem nocowania wyłącznie wagonów historycznych.
15 listopada 2018 podpisano umowę z konsorcjum firm Gulermak i Mosty Łódź na budowę nowej trasy tramwajowej do Naramowic.
11 lipca 2019 podpisano umowę z konsorcjum firm Tor-Mel Sp. z o.o. oraz Terlan Sp. z o.o. na budowę trasy tramwajowej na ul. Unii Lubelskiej wraz z pętlą przy ulicy Falistej. Nowy odcinek łączący Rondo Żegrze z osiedlem przy ulicy Unii Lubelskiej oddano do użytku 1 września 2020.
21 sierpnia 2021 roku o godzinie 4:34 tramwaje rozpoczęły kursowanie na pierwszym etapie trasy tramwajowej na Naramowice. Poza stałą linią nr 3, wydłużoną z pętli Wilczak, w weekend 21 i 22 sierpnia 2021 r. po nowej trasie kursowała linia specjalna nr 33 relacji Rynek Jeżycki – Most Teatralny – Włodarska. 22 stycznia 2022 pierwszy testowy tramwaj na tej trasie dotarł do nowego wiaduktu nad ulicą Lechicką.
23 kwietnia 2022 roku o godzinie 4:52 pierwszy tramwaj dotarł na przystanek Błażeja, tym samym rozpoczynając liniową obsługę trasy tramwajowej na Naramowice. Jako pierwszy przyjechał pojazd Moderus Gamma o numerze bocznym 932, obsługujący linię tramwajową nr 10 (na brygadzie nr 7).
13 maja 2023 roku oddano do użytku będący w remoncie od 1 sierpnia 2022 roku odcinek Poznańskiego Szybkiego Tramwaju między przystankami Słowiańska a Osiedle Sobieskiego, trasy tramwajowe przez Most Teatralny, ulice Fredry i Mielżyńskiego do placu Cyryla Ratajskiego oraz na ulicy Święty Marcin od skrzyżowania z ulicą Towarową do ulicy Ratajczaka. 13 maja 2023 r. wprowadzono nową linię turystyczną, oznaczoną numerem 20. Kursuje ona w soboty oraz inne dni wolne, nie będące świętami. Do jej obsługi wyznaczono tramwaje: Konstal 102N, Konstal 102Na, Konstal 105N, Düwag GT6 oraz Düwag GT8. Natomiast kursy w ramach linii nr 0 są realizowane w niedziele i święta, wyłącznie przez wagony z rodziny Konstal N oraz KSW.

## Infrastruktura

### Torowiska
Długość sieci torowisk w Poznaniu na 2015 rok wynosi 147,385 km toru pojedynczego.

#### Torowiska nieużywane/używane okazjonalnie

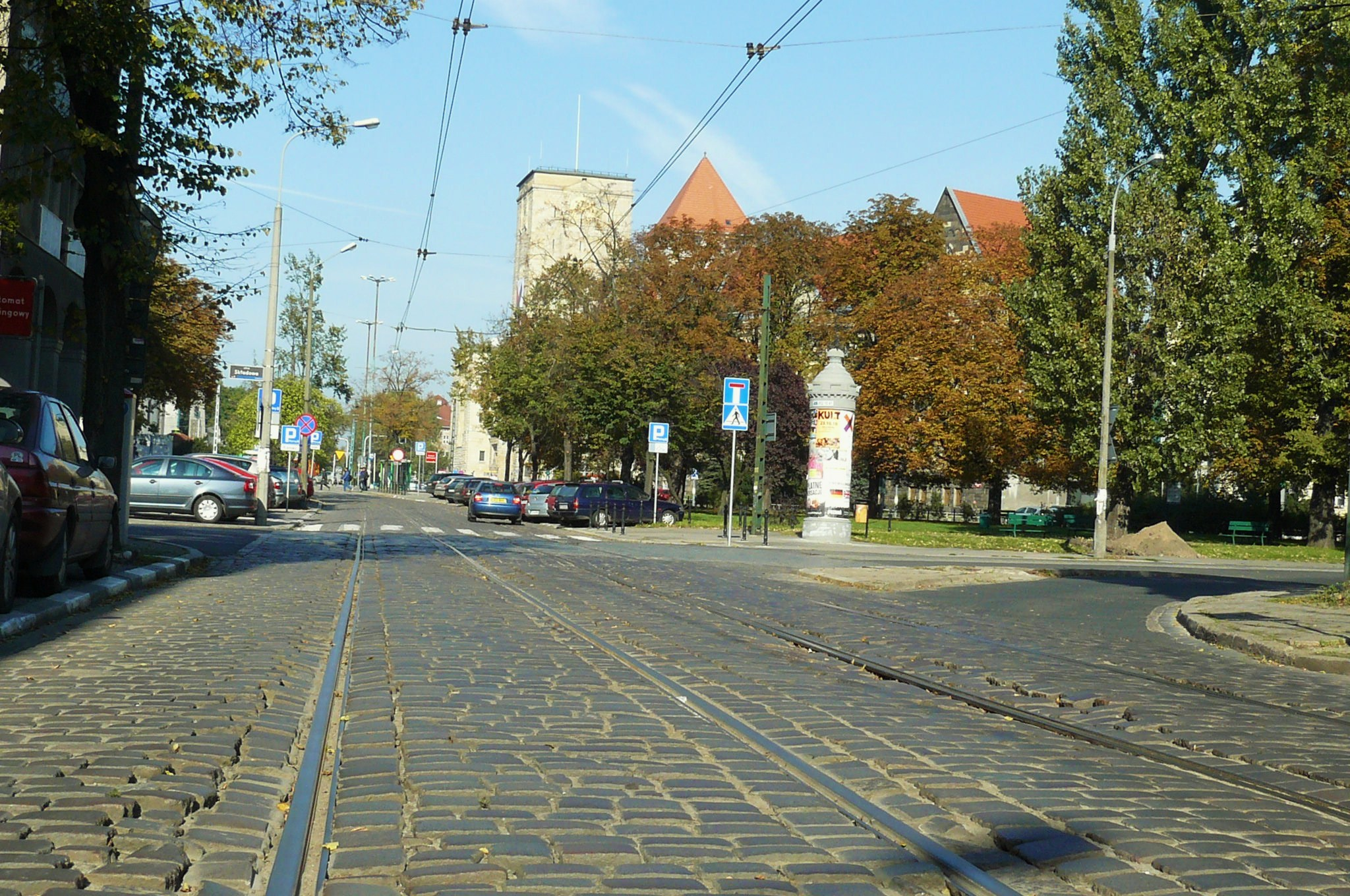
Tory przy ulicy Towarowej (październik 2010)

- łuk z Górnej Wildy w zachodnią część Królowej Jadwigi,
- łuk z Górnej Wildy w północną część Wierzbięcic
- łuk z Wierzbięcic we wschodnią część Królowej Jadwigi,
- łuk z Kraszewskiego we wschodnią część Dąbrowskiego,
- łuk z Dąbrowskiego w północną część Roosevelta,
- łuk z Przybyszewskiego we wschodnią część Dąbrowskiego,
- łuki na Rondzie Nowaka-Jeziorańskiego z Przybyszewskiego na wschód i zachód w Grunwaldzką i z Reymonta w Grunwaldzką na wschód,
- łuki z zachodniej części Hetmańskiej na północ i południe w Głogowską oraz ze wschodniej części Hetmańskiej w południową część Głogowskiej,
- tory ze Zwierzynieckiej do zajezdni przy Gajowej,
- łuki ze Zwierzynieckiej w północną i południową część Roosevelta,
- łuk ze Św. Marcina w północną część Roosevelta,
- ślepy tor na pętli na Miłostowie,
- łuk z Wyszyńskiego w Podwale,
- łuk ze Strzeleckiej we wschodnią część Królowej Jadwigi,
- łuk ze Starołęckiej w zachodnią część Hetmańskiej,
- łuk z Zamenhofa we wschodnią część Hetmańskiej.

#### Odcięte od sieci, bez sieci trakcyjnej

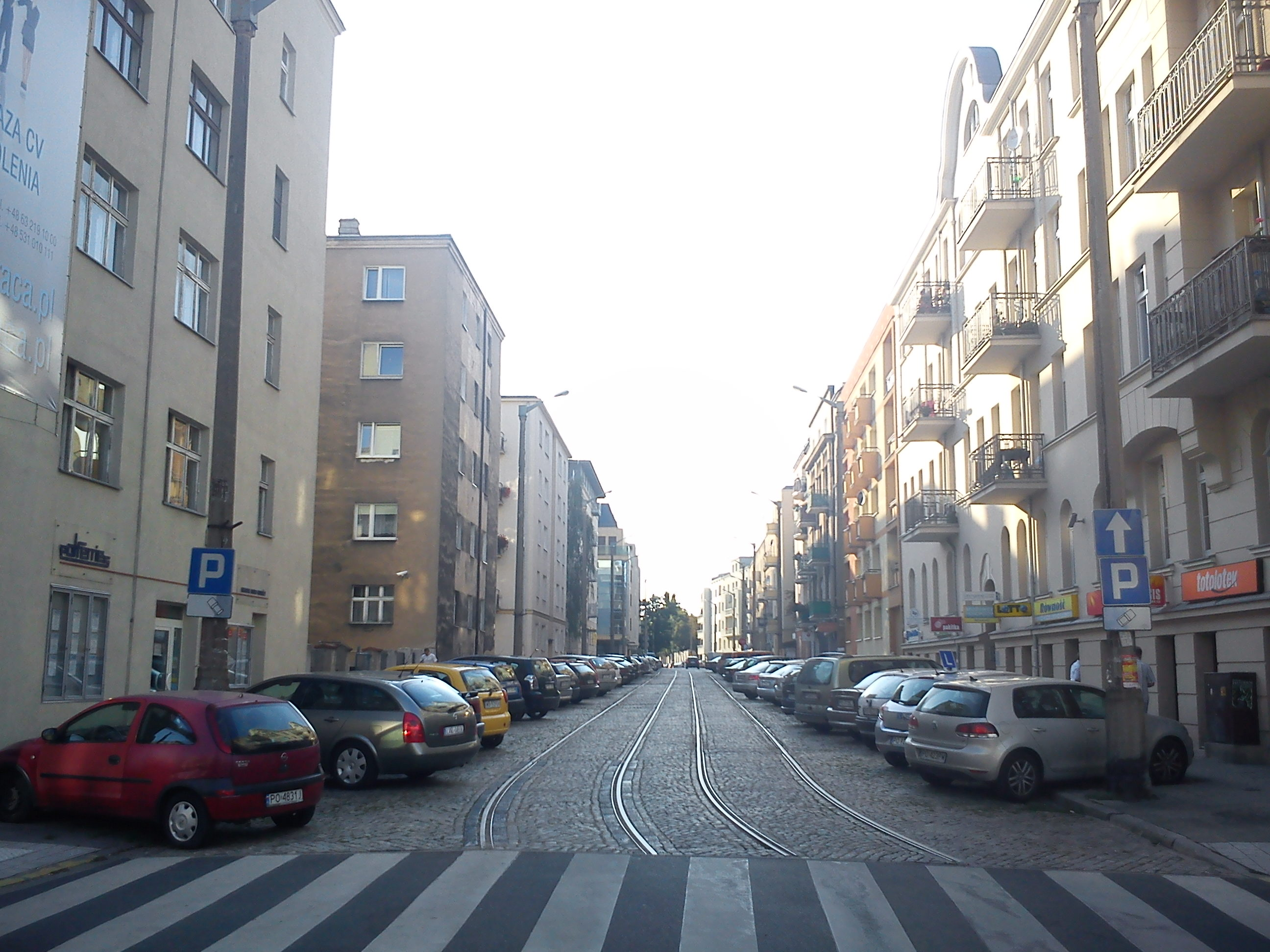
Torowisko przy ulicy Sczanieckiej (wrzesień 2011)

W nawiasach podano daty likwidacji torowisk.
- ul. Dziekańska (katedra),
- ul. Sczanieckiej i Bogusławskiego (zlikwidowane w 1935[46], ponownie włączone w 1965[47], zlikwidowane 1973[48]),
- ul. Dworcowa, pod asfaltem (1970[46]),
- ul. Zielona (fragment),
- torowisko na terenie byłej zajezdni Gajowa,
- tory odstawcze przy pętli Budziszyńska,

#### Torowiska zlikwidowane
W nawiasach podano daty likwidacji torowisk.
- przejazd przez Rondo Rataje na wprost w ciągu ul. Krzywoustego – ostatnie fragmenty torowiska zlikwidowane w lipcu 2021 roku,
- mijanka końcowa przy ulicy Krzywoustego przy Rondzie Rataje (zachowana pod ziemią, ostatecznie zlikwidowana w październiku 2020 roku podczas przebudowy Ronda Rataje),
- ul. św. Marcin – ostatni zachowany odcinek od ul. Ratajczaka do al. Marcinkowskiego zlikwidowano latem 2021 roku; ruch odbywa się torem północnym, którym pierwotnie tramwaje jeździły w drugą stronę,
- ul. Garbary (1977[49]),
- ul. Zielona (1977[49]),
- ul. Chwaliszewo (trasa zniszczona w czasie wojny),
- plac Bernardyński,
- Stary Rynek (torowisko funkcjonujące w latach 1880–1955[50]),
- ul. Paderewskiego (trasę zamknięto w 1955[51], torowisko zlikwidowano w 1993 roku),
- ul. Franciszka Ratajczaka (dawniej Rycerska)
- ul. Wroniecka (trasa zniszczona w czasie wojny),
- ul. Wielka (trasa zniszczona w czasie wojny),
- ul. Wodna (trasa zniszczona w czasie wojny),
- ul. Wrocławska,
- ul. Półwiejska (1970[48]),
- Droga Dębińska (1974[48]),
- ul. Polna (1963[47]),
- ul. Wojska Polskiego (1974[48]),
- skręt z południowej części ul. 28 Czerwca 1956 w ul. Pamiątkową (2014),
- skręt z nieczynnej zajezdni Madalińskiego we wschodnią część ul. Hetmańskiej (2014).

### Skrzyżowania z torami kolejowymi

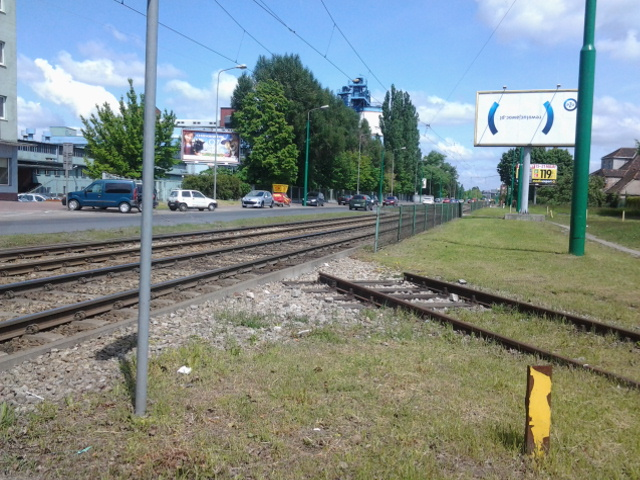
Odcięty tor kolejowy dawnej Średzkiej Kolei Powiatowej, który przecinając ulicę Starołęcką prowadził do zakładów Stomil-Poznań i Polleny-Lechii (2014)

| Miejsce                       | Stan                                                                | Położenie geograficzne                    |
| ----------------------------- | ------------------------------------------------------------------- | ----------------------------------------- |
| Trasa Kórnicka                | Zlikwidowane w pierwszej połowie lat 90. XX wieku                   | 52°23′33″N 16°58′14″E/52,392500 16,970556 |
| ul. Warszawska                | Zlikwidowane                                                        | 52°24′32″N 16°57′47″E/52,408889 16,963056 |
| ul. Starołęcka                | Zlikwidowane                                                        | 52°22′25″N 16°56′14″E/52,373611 16,937222 |
| ul. Głogowska                 | Zlikwidowane 28 lipca 2012, w trakcie budowy przedłużenia trasy PST | 52°24′03″N 16°54′26″E/52,400833 16,907222 |
| Zajezdnia przy ul. Fortecznej | Istnieje, obecnie nie jest użytkowane                               | 52°22′02″N 16°56′01″E/52,367222 16,933611 |

### Zajezdnie

#### Eksploatowane
- Zajezdnia przy ulicy Głogowskiej

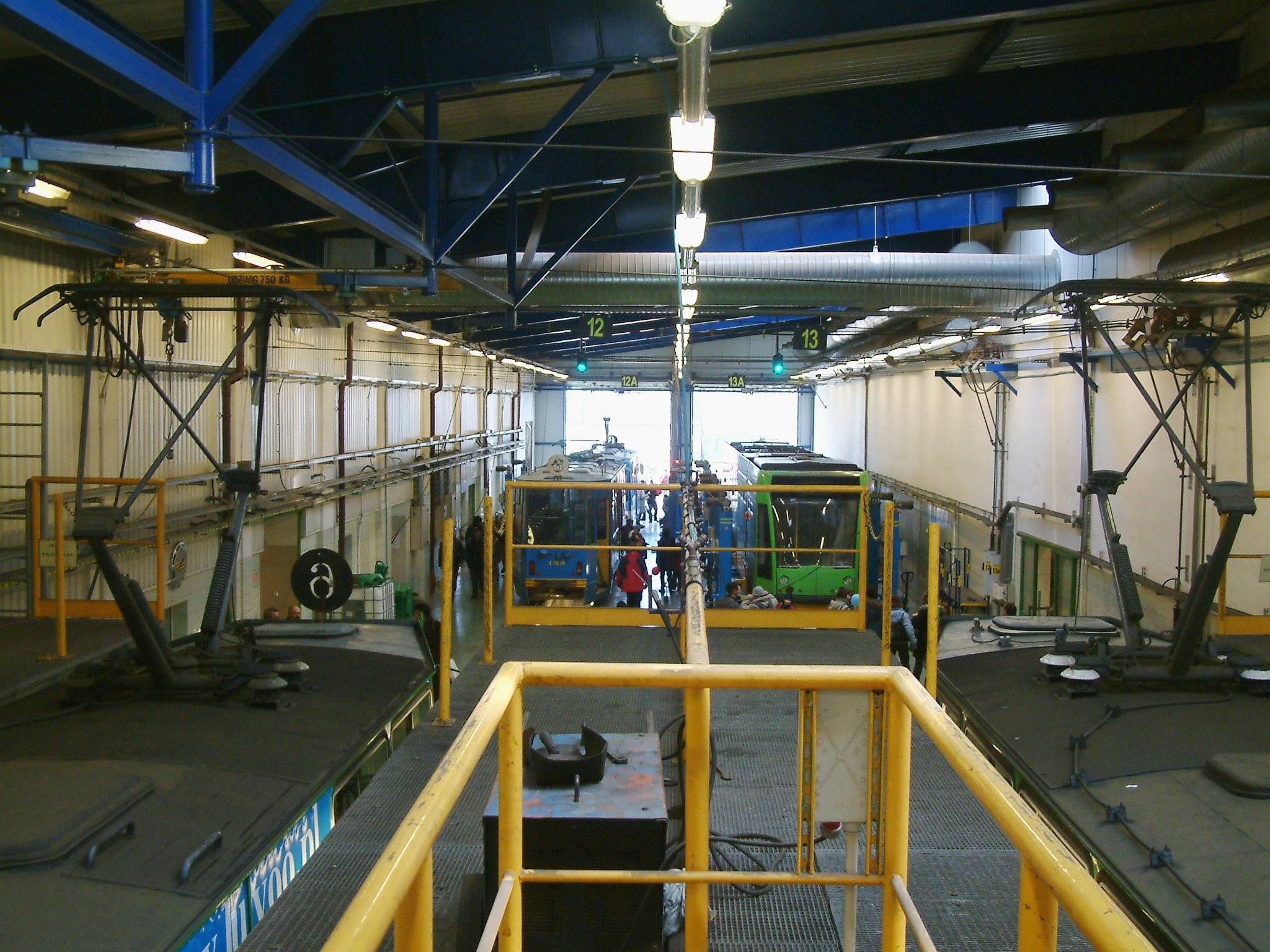
Zajezdnia Głogowska

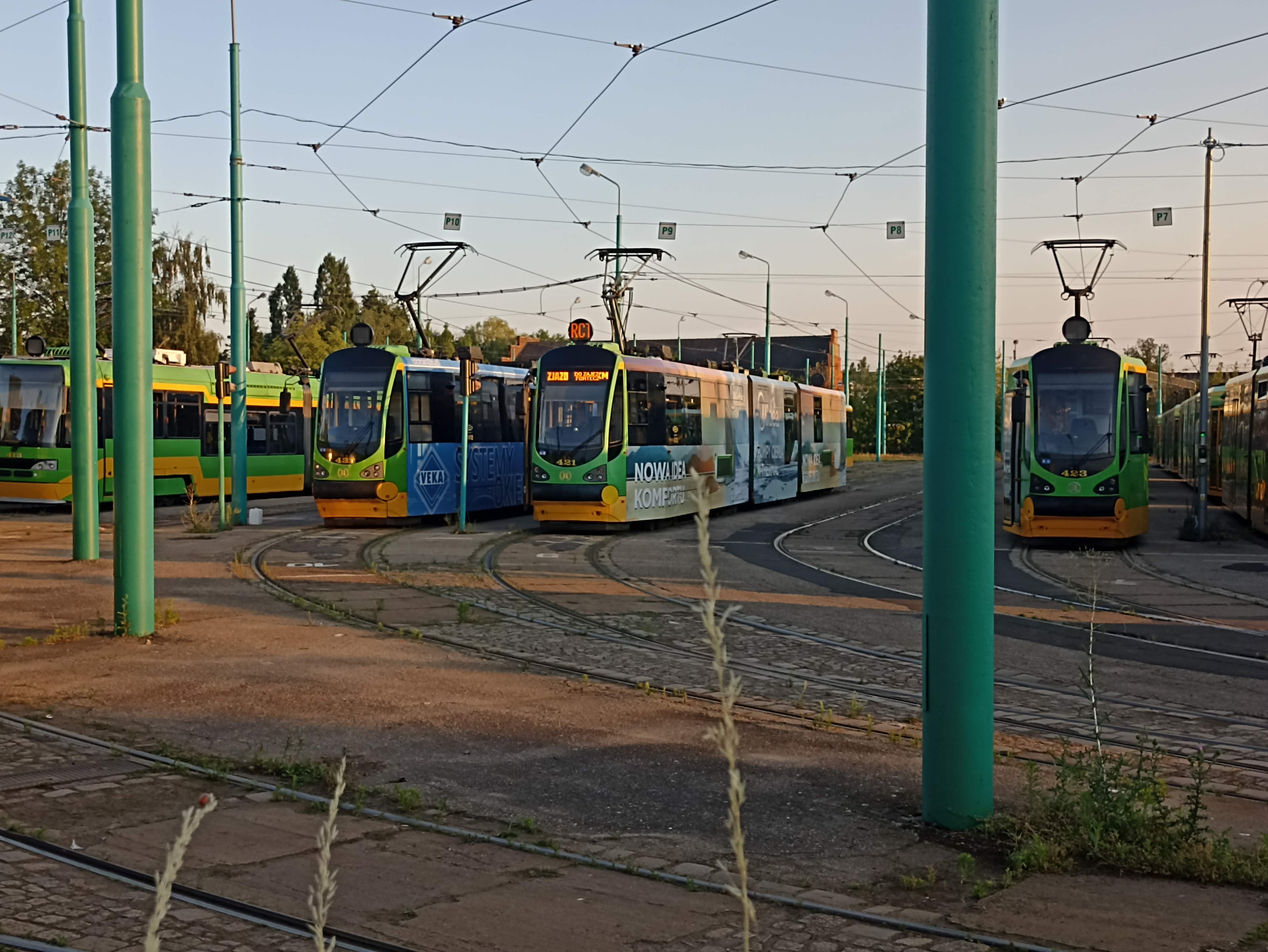
Zajezdnia Forteczna

Tabor stacjonujący na zajezdni: Konstal 105Na, 105NaD, (105N-HF07), Siemens Combino, Moderus Beta MF20AC, Moderus Beta MF22ACBD, Moderus Gamma LF04ACBD, Düwag/Siemens R1.1

Linie obsługiwane przez zajezdnię (stan na rok 2025): 1, 2, 3, 5, 6, 7, 8, 9, 10, 11, 12, 13, 14, 15, 16, 17, 18, 19

Zajezdnia przy ulicy Głogowskiej jest drugą (po zajezdni Franowo) największą zajezdnią w Poznaniu. Wybudowana w roku 1907 przeszła modernizację w latach 1998–2000 w celu dostosowania jej do obsługi tramwajów niskopodłogowych.
- Zajezdnia przy ulicy Madalińskiego na Wildzie (zamknięta 14.12.2014)

Tabor stacjonujący na zajezdni: Beijnes 3G, Düwag GT6, Konstal 105N, Konstal N, ND, Stocznia Gdańska N, Konstal 4N, 4ND, Sanocka F.W. ND, KSW, Herbrand B3/H0, Carl Weyer typ WD (pozostałe historyczne wagony stacjonują w firmie Modertrans Poznań).
Wybudowana w latach 1947–1955. Jest zajezdnią historyczną w której stacjonują tylko zabytkowe tramwaje, powstanie w niej muzeum komunikacji miejskiej w Poznaniu.
- Zajezdnia przy ulicy Fortecznej na Starołęce

Tabor stacjonujący na zajezdni: Konstal 102N, Konstal 102Na, Konstal 105Na, 105NaD i pochodne (Moderus Alfa, 105N-HF07), Tatra RT6 MF06 AC, Moderus Beta MF 02 AC.

Linie obsługiwane przez zajezdnię (stan na rok 2025): 1, 2, 5, 6, 7, 11, 12, 13, 17, 18.

Zajezdnię oddano do użytku w roku 1980.
- Zajezdnia tramwajowa przy ulicy Szwajcarskiej (Franowo)

Tabor stacjonujący na zajezdni: Moderus Gamma, Solaris Tramino, Düwag GT8ZR.

Linie obsługiwane przez zajezdnię (stan na rok 2025): 1, 2, 3, 5, 6, 7, 8, 9, 10, 11, 12, 13, 14, 15, 16, 17, 18, 19.

Na początku października 2012 r. oddano do użytku halę postojową na 100 tramwajów. W pierwszej kolejności skierowano tam wagony z wydziału S2, które do tej pory nocowały na pętlach Wilczak i Dębiec. Od 5 listopada 2012 r. stacjonują tutaj również wagony z wydziału S1, które do tej pory nocowały na torach odstawczych przy ulicy Budziszyńskiej. Zajezdnia została oficjalnie otwarta 11 maja 2014.

#### Nieczynne/zlikwidowane

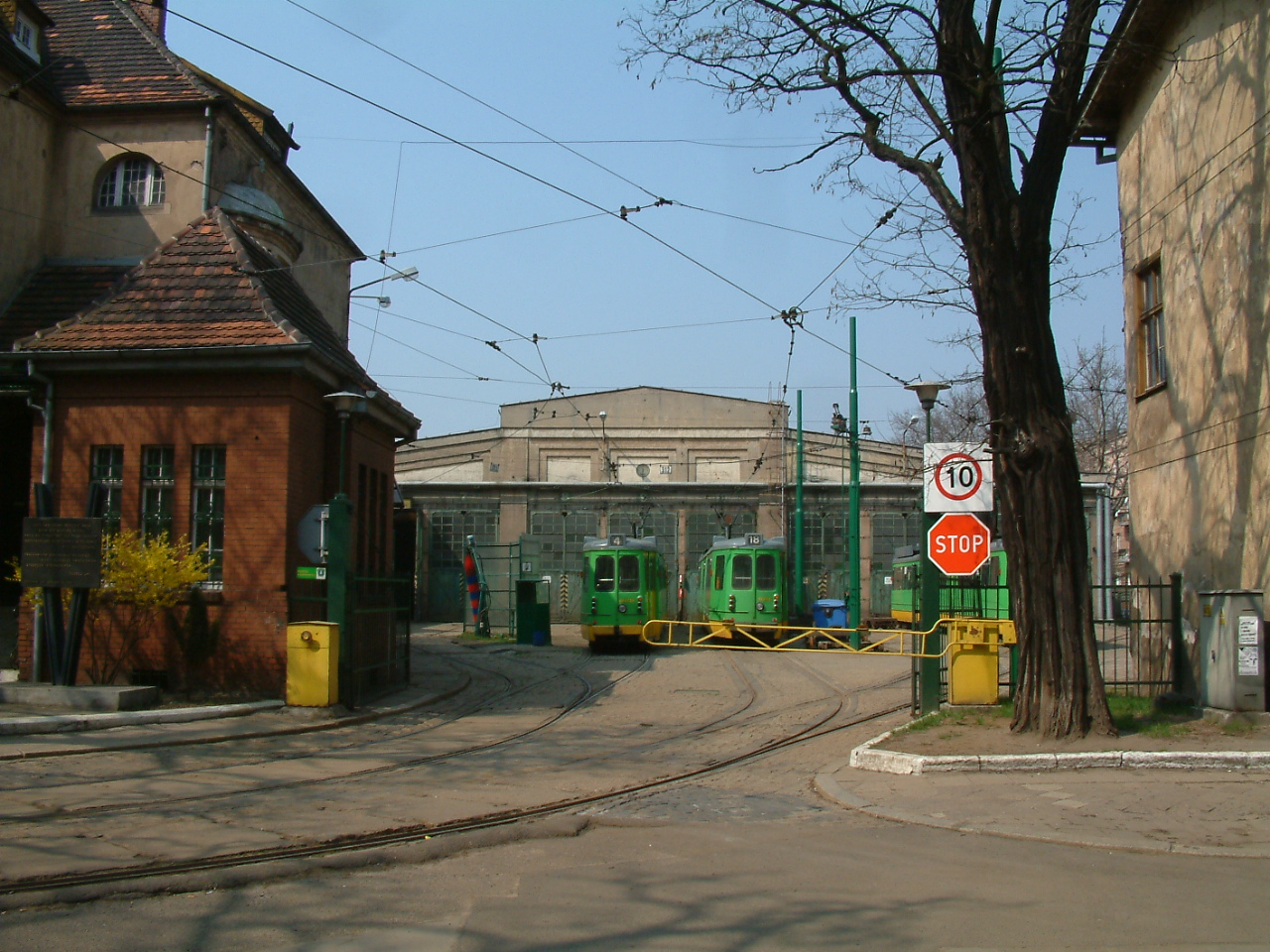
Zabytkowa hala główna nieczynnej zajezdni przy ul. Gajowej (kwiecień 2006)

- Zajezdnia przy ul. Gajowej na Jeżycach. Zajezdnia została oddana do użytku w roku 1880. W dniu 28 grudnia 2010 r. zajezdnia zakończyła swoje funkcjonowanie.
- Z powodu braku miejsc postojowych w zajezdniach przy ul. Głogowskiej i Madalińskiego niektóre tramwaje nocowały na torach odstawczych przy ulicy Budziszyńskiej. Powstały one w latach 80. XX wieku (1982 – 14 sierpnia 1985)[53] (we wcześniejszym okresie tramwaje stały przy ulicach Przybyszewskiego, Towarowej, Zwierzynieckiej, Krzywoustego czy na pętli starołęckiej, co było przyczyną ich dewastacji). Razem na terenie obiektu powstało 15 torów przelotowych i jeden ślepy, wybudowany w sposób prowizoryczny w roku 2004. Tory przelotowe były zelektryfikowane[54]. Według pierwotnych założeń tory miały mieścić 75 wozów tramwajowych[55]. W związku z oddaniem do użytku hali postojowej zajezdni na Franowie 4 listopada 2012 MPK Poznań ostatecznie zaprzestało ich eksploatacji[56], po czym odłączono napięcie w sieci trakcyjnej. Sieć trakcyjna nad torami została zdemontowana podczas przebudowy ul. Grunwaldzkiej w latach 2012–2013. W tym samym okresie zlikwidowano połączenie z torowiskiem w ulicy.
- Do lat osiemdziesiątych XX w. tory odstawcze znajdowały się także w pasie rozdziału ul. Bolesława Krzywoustego (od Ronda Rataje do ul. Pleszewskiej).
- W latach 1959–1974 istniał Wydział Torów MPK przy ulicy Bielniki, tor dojazdowy był w ulicy Bema który pozostał czynny po likwidacji trasy na Łęgi Dębińskie[57]

### Pętle

#### Pętle używane liniowo
| Nazwa pętli/miejsce | Numery linii             | Położenie geograficzne                          | Uwagi |
| ------------------- | ------------------------ | ----------------------------------------------- | --- |
| Budziszyńska        | 6                        | 52°23′17,88″N 16°50′51,35″E/52,388300 16,847597 | W sąsiedztwie pętli nieczynne tory odstawcze                                                                             |
| Dębiec PKM          | 2, 9, 10, 19             | 52°22′21,91″N 16°54′12,39″E/52,372753 16,903442 | Pętla między ulicami 28 Czerwca i Opolską                                                                                |
| Franowo             | 1, 16, 18, 202           | 52°22′54″N 17°00′03″E/52,381667 17,000833       | W bezpośrednim sąsiedztwie zajezdni tramwajowej WS2 Franowo                                                              |
| Górczyn PKM         | 5, 14, 17                | 52°22′52,22″N 16°52′49,69″E/52,381172 16,880469 | • W pobliżu stacji kolejowej Poznań Górczyn; węzeł przesiadkowy (autobusy) • do 31 sierpnia 2021 r. nosiła nazwę Górczyn |
| Junikowo            | 1, 13, 15                | 52°23′00,21″N 16°50′02,13″E/52,383392 16,833925 | W bezpośrednim sąsiedztwie Cmentarza Komunalnego Junikowo                                                                |
| Miłostowo           | 6, 8                     | 52°24′35,85″N 17°00′10,31″E/52,409958 17,002864 | W pobliżu Cmentarza Komunalnego Miłostowo                                                                                |
| Ogrody              | 2, 7, 8, 18              | 52°25′00,40″N 16°52′59,73″E/52,416778 16,883258 | Pętla położona przy placu Waryńskiego; węzeł przesiadkowy (autobusy)                                                     |
| Os. Sobieskiego     | 12, 14, 15, 16, 201, 202 | 52°27′51,00″N 16°55′01,84″E/52,464167 16,917178 | Pętla rozpoczęła ponowne funkcjonowanie 13 maja 2023, po zakończonym remoncie PST.                                       |
| Piątkowska          | 9, 11                    | 52°26′30,08″N 16°54′40,92″E/52,441689 16,911367 | • Pętla położona między ulicami Piątkowska a Wincentego Witosa; • W pobliżu Ronda Obornickiego                           |
| Połabska            | 7, 19                    | 52°26′05,73″N 16°55′54,06″E/52,434925 16,931683 | Poprzednie nazwy: Serbska                                                                                                |
| Starołęka PKM       | 12, 13, 17               | 52°22′05,84″N 16°55′55,16″E/52,368289 16,931989 | W bezpośrednim sąsiedztwie zajezdni tramwajowej WS3 Forteczna                                                            |
| Unii Lubelskiej     | 3, 11, 201               | 52°22′19,74″N 16°56′58,88″E/52,372150 16,949690 | • Znajduje się w okolicy ulicy Falistej (Starołęka Mała) • węzeł przesiadkowy (autobusy)                                 |
| Błażeja             | 3, 10                    | 52°26′09,6″N 16°56′49,3″E/52,436000 16,947028   | • Krańcówka I etapu trasy na Naramowice. • Obsługiwana wyłącznie przez pojazdy dwukierunkowe (ślepe zakończenie torów)   |
| Zawady              | 5                        | 52°24′48,24″N 16°57′28,55″E/52,413400 16,957931 | Pętla położona w pobliżu wiaduktu linii kolejowej nr 3 nad ulicą Podwale                                                 |
| Plac Wielkopolski   | -                        | 52.25'37,1"N 16.55'53,8"E                       | Pętla ułożona bezpośrednio na placu Wielkopolskim, używana w trakcie remontów.                                           |

#### Pętle używane okazjonalnie

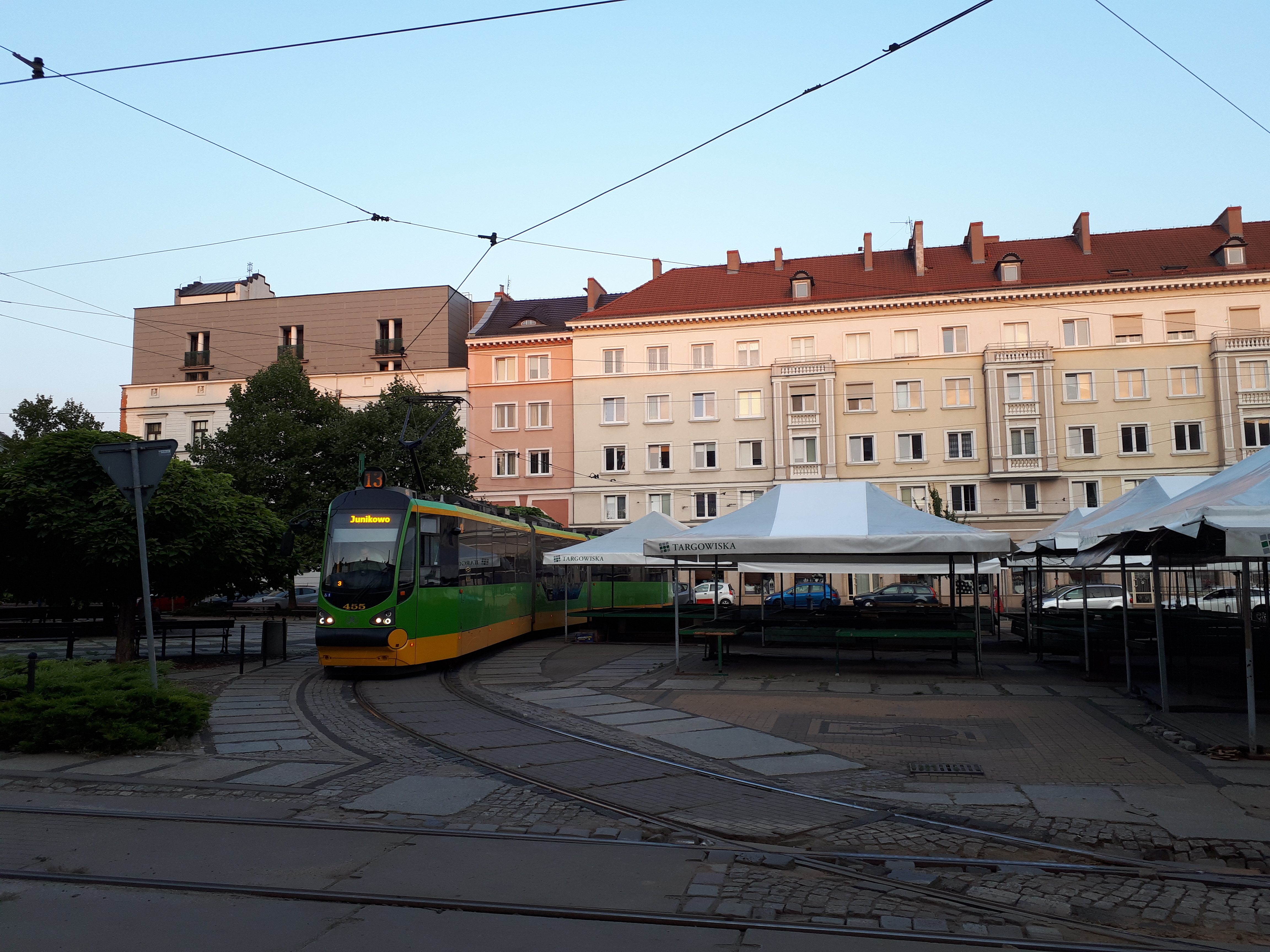
Pętla Plac Wielkopolski (2018)

| Nazwa pętli/miejsce             | Położenie geograficzne                          | Uwagi                                                        |
| ------------------------------- | ----------------------------------------------- | ------------------------------------------------------------ |
| al. Marcinkowskiego             | 52°24′26,06″N 16°55′43,85″E/52,407239 16,928847 | Pętla uliczna.                                               |
| ul. Gwarna                      |                                                 | Pętla uliczna.                                               |
| Rynek Wildecki                  |                                                 | Pętla uliczna.                                               |
| Rynek Jeżycki                   |                                                 | Pętla uliczna                                                |
| Dworzec Zachodni                | 52°23′57,59″N 16°54′33,44″E/52,399330 16,909290 | Południowa pętla PST.                                        |
| Wilczak                         | 52°25′38,48″N 16°56′46,36″E/52,427356 16,946211 | Wyłączona z użytku liniowego po oddaniu trasy na Naramowice. |
| Plac Wielkopolski               | 52°24′37,1″N 16°55′53,8″E/52,410300 16,931600   | Pętla tramwajowa wokół targowiska na Pl. Wielkopolskim       |
| Starołęka Mała (dawniej Stomil) | 52°22′34,9″N 16°56′25,7″E                       | Pętla używana tylko w sytuacjach awaryjnych.                 |

#### Pętle nieistniejące

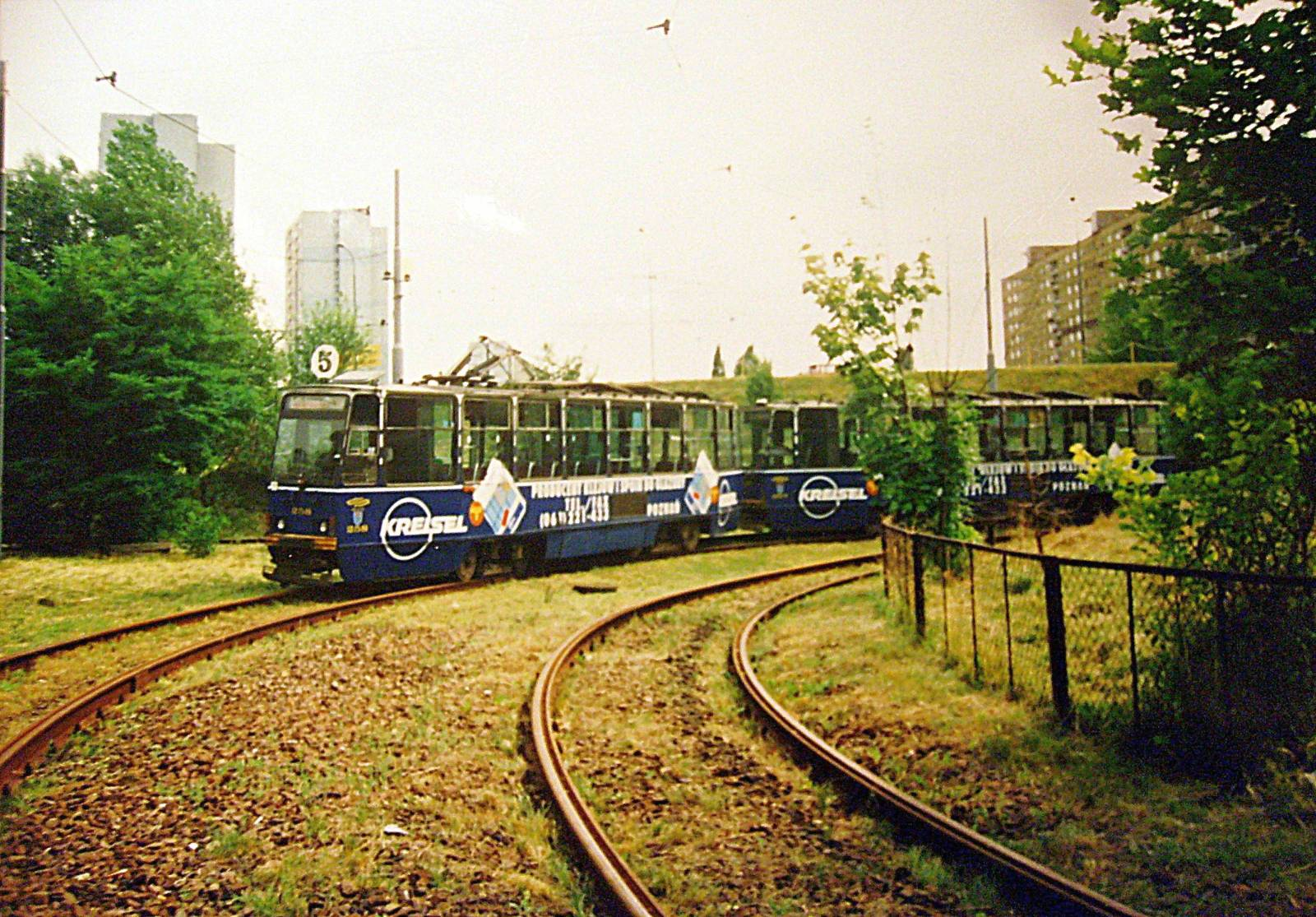
Nieistniejąca już pętla Osiedle Lecha (2000)

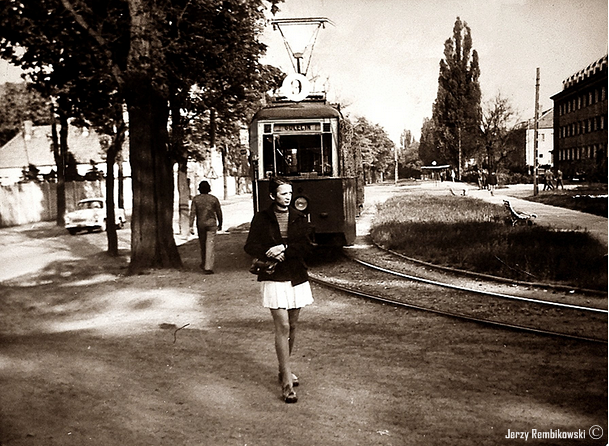
Nieistniejąca już pętla na Golęcinie; zdjęcie z lat 1972–1973

- Bolkowicka – zastąpiona przez pętlę Budziszyńska
- Droga Dębińska (przystanek Łęgi Dębińskie) – nieistniejąca mijanka końcowa i tory odstawcze w okolicy kąpieliska warciańskiego, w 1959 likwidacja przewozów pasażerskich, w 1974 likwidacja torowiska
- Dworzec Główny PKP – zlikwidowana w 1970 r.
- Ostrów Tumski (mijanka) – zachowany krótki odcinek torów
- Garbary/Północna
- Garbary/Woźna
- Polna (na Jeżycach)
- Rondo Rataje (od 1952 r. mijanka końcowa dla pierwszej linii przeprowadzonej na prawy brzeg Warty, na przełomie lat 70. i 80. wykorzystywana jako tory odstawcze – „zajezdnia nocna”) zlikwidowana w latach 90.
- Osiedle Lecha – rozebrana po wybudowaniu trasy tramwajowej w tunelu na Franowo w 2012 roku
- Sczanieckiej/Bogusławskiego na Łazarzu – zachowany trójkąt do zawracania, odcięty od reszty sieci tramwajowej w roku 1973
- Os. Warszawskie – zlikwidowana w 1974 r. po przedłużeniu trasy do Miłostowa
- Plac Spiski – zlikwidowana po przedłużeniu trasy do ul. Wołyńskiej w 1924 r.
- Małopolska/Wołyńska – zlikwidowana po przedłużeniu trasy do Bonina, zachowana poczekalnia tramwajowa
- Winiary (przy kościele św. Stanisława Kostki) – zlikwidowana po przedłużeniu trasy do ul. Obornickiej (dzisiejszej Piątkowskiej)
- Golęcin (przy CSWLąd) – zlikwidowana w 1974 roku, z nieznanych powodów[60]
- Madalińskiego / Pamiątkowa (uliczna, przez Zajezdnię Madalińskiego)

## Linie tramwajowe
Uwaga! Poniższa tabela przedstawia zasadniczy układ linii tramwajowych.
Tymczasowe zmiany tras i godzinowy rozkład jazdy znajdują się na stronie internetowej przewoźnika.
Zobacz, dlaczego.
W Poznaniu funkcjonują w zasadniczym układzie: osiemnaście linii zwykłych, trzy turystyczne oraz dwie nocne.

### Linie turystyczne
| Numer linii | Schemat                                              | Pętla początkowa | Pętla końcowa | Długość linii | Średni czas przejazdu | Liczba przystanków | Tramwaje kursujące                                                                     | Uwagi |
| ----------- | ---------------------------------------------------- | ---------------- | ------------- | ------------- | --------------------- | ------------------ | -------------------------------------------------------------------------------------- | --- |
|             |                                                      | Stare Zoo        | Stare Zoo     | b.d           | b.d                   | b.d                | - Bergische Stahlindustrie - Carl Weyer                                                | Linia uruchamiana po wcześniejszym ogłoszeniu |
|             | Przebieg linii tramwajowej nr 0 na tle mapy Poznania | Stare Zoo        | Stare Zoo     | b.d.          | 39/49 min             | 13                 | - Fuchs KSW - Konstal N+ND - Sanok ND                                                  | Linia kursuje od końca kwietnia do końca września, tylko w weekendy. W latach 1988–1992 funkcjonowała linia dzienna o tym numerze która była linią okólną                                     |
|             |                                                      | Stare ZOO        | Stare ZOO     | b.d.          | 33 min                | 18                 | - Konstal 102N - Konstal 102Na - Konstal 105N - Duewag GT6 - Duewag GT8 - Duewag GT8ZR | Inauguracyjne kursy odbyły się 13 maja 2023 roku. Linia kursuje do końca września, tylko w soboty oraz inne dni wolne nie będące świętami. Dawniej funkcjonowała linia dzienna o tym numerze. |

### Linie dzienne i wspomagające[62]
| Numer linii | Schemat | Pętla początkowa | Pętla końcowa   | Długość linii | Średni czas przejazdu | Liczba przystanków | Tramwaje kursujące                                                                                                | Uwagi                                                                               |
| --- | ------- | ---------------- | --------------- | ------------- | --------------------- | ------------------ | --- | ----------------------------------------------------------------------------------- |
| |         | Junikowo         | Franowo         | 14.8          | 37 min.               | 31/32              | - Konstal 105Na - Moderus Alfa - Moderus Gamma - Solaris Tramino                                                  |                                                                                     |
| Przebieg linii: JUNIKOWO - Grunwaldzka - Reymonta - Hetmańska - Żegrze - Chartowo - Piaśnicka - Szwajcarska - FRANOWO |         |                  |                 |               |                       |                    | |                                                                                     |
| |         | Ogrody           | Dębiec PKM      | 8,96          | 34 min.               | 22/23              | - Konstal 105Na - Moderus Alfa - Moderus Beta - Siemens Combino                                                   |                                                                                     |
| Przebieg linii: OGRODY - Kraszewskiego - Zwierzyniecka - Święty Marcin - Aleje Marcinkowskiego - Strzelecka - Królowej Jadwigi - Górna Wilda - 28 Czerwca 1956 r. - DĘBIEC PKM                                                                                               |         |                  |                 |               |                       |                    | |                                                                                     |
| |         | Unii Lubelskiej  | Błażeja         | 14.93         | 44 min.               | 36/37              | - Moderus Gamma - Moderus Beta                                                                                    | Linia obsługiwana jedynie taborem dwukierunkowym, z powodu krańcówki Błażeja.       |
| Przebieg linii: BŁAŻEJA - Naramowicka - Przełajowa - Winogrady - Pułaskiego - Roosevelta - Święty Marcin - Aleje Marcinkowskiego - Podgórna - pl. Bernardyński - Mostowa - Kórnicka - Warczygłowy - Trasa Kórnicka - Chartowo - Żegrze - Unii Lubelskiej - UNII LUBELSKIEJ   |         |                  |                 |               |                       |                    | |                                                                                     |
| |         | Górczyn PKM      | Zawady          | 8,75          | 31 min.               | 22                 | - Konstal 105Na - Moderus Alfa - Solaris Tramino - Moderus Beta                                                   |                                                                                     |
| Przebieg linii: GÓRCZYN PKM - Matyi - Towarowa - Święty Marcin - Aleje Marcinkowskiego - Podgórna - pl. Bernardyński - Mostowa - Kórnicka - Jana Pawła II - Podwale - ZAWADY                                                                                                 |         |                  |                 |               |                       |                    | |                                                                                     |
| |         | Miłostowo        | Budziszyńska    | 12,95         | 37 min.               | 30                 | - Konstal 105Na - Moderus Alfa - Solaris Tramino                                                                  |                                                                                     |
| Przebieg linii: MIŁOSTOWO - Warszawska - Jana Pawła II - Krzywoustego - Królowej Jadwigi - Matyi - Roosevelta - Bukowska - Grunwaldzka - BUDZISZYŃSKA |         |                  |                 |               |                       |                    | |                                                                                     |
| |         | Połabska         | Ogrody          | 17,7 km       | 55 min.               | 37/38              | - Konstal 105Na - Moderus Alfa - Moderus Beta - Moderus Gamma                                                     |                                                                                     |
| Przebieg linii: POŁABSKA - Aleje Solidarności - Murawa - Winogrady - Pułaskiego - Fredry - pl. Ratajskiego - pl. Wielkopolski - Małe Garbary - Wyszyńskiego - Jana Pawła II - Zamenhofa - Hetmańska - Reymonta - Przybyszewskiego - Dąbrowskiego - OGRODY                    |         |                  |                 |               |                       |                    | |                                                                                     |
| |         | Ogrody           | Miłostowo       | 8,5           | 27 min.               | 18                 | - Konstal 105Na - Moderus Alfa - Moderus Beta                                                                     |                                                                                     |
| Przebieg linii: OGRODY - Dąbrowskiego - Fredry - pl. Ratajskiego - pl. Wielkopolski - Małe Garbary - Wyszyńskiego - Warszawska - MIŁOSTOWO |         |                  |                 |               |                       |                    | |                                                                                     |
| |         | Dębiec PKM       | Piątkowska      | 10,72         | 38 min.               | 27/28              | - Düwag GT8ZR - Konstal 105Na - Siemens Combino - Solaris Tramino - Moderus Beta - Moderus Gamma (w tym LF 05 AC) | W godzinach szczytu co 20 minut na zmianę z linią nr 19.                            |
| Przebieg linii: DĘBIEC PKM - 28 Czerwca 1956 r. - Górna Wilda - Królowej Jadwigi - Strzelecka - Aleje Marcinkowskiego - pl. Wolności - Fredry - Roosevelta - Pułaskiego - al. Wielkopolska - Małopolska - Wołyńska - Winiarska - os. Winiary - Witosa - Bronowa - PIĄTKOWSKA |         |                  |                 |               |                       |                    | |                                                                                     |
| |         | Błażeja          | Dębiec PKM      | 11,73         | 39 min.               | 28                 | - Moderus Beta - Moderus Gamma                                                                                    | Linia obsługiwana jedynie taborem dwukierunkowym, z powodu krańcówki Błażeja.       |
| Przebieg linii: BŁAŻEJA - al. Praw Kobiet - Naramowicka - Przełajowa - Winogrady - Pułaskiego - Roosevelta - Matyi - Wierzbięcice - 28 Czerwca 1956 r. - DĘBIEC PKM |         |                  |                 |               |                       |                    | |                                                                                     |
| |         | Piątkowska       | Unii Lubelskiej | 14,13         | 32 min.               | 28                 | - Konstal 105Na - Moderus Alfa - Moderus Beta - Tatra RT6 MF06 AC - Siemens Combino - Solaris Tramino             |                                                                                     |
| Przebieg linii: PIĄTKOWSKA - Bronowa - Witosa - os. Winiary - Winiarska - Wołyńska - Małopolska - al. Wielkopolska - Pułaskiego - Roosevelta - Głogowska - Hetmańska - Unii Lubelskiej - UNII LUBELSKIEJ                                                                     |         |                  |                 |               |                       |                    | |                                                                                     |
| |         | Os. Sobieskiego  | Starołęka PKM   | 14,07         | 37 min.               | 25                 | - Konstal 105Na - Moderus Alfa - Siemens Combino - Tatra RT6 MF06 AC - Solaris Tramino                            |                                                                                     |
| Przebieg linii: OS. SOBIESKIEGO - Trasa PST - Wydłużenie trasy PST - Głogowska - Matyi - Królowej Jadwigi - Krzywoustego - Zamenhofa - Starołęcka - STAROŁĘKA PKM |         |                  |                 |               |                       |                    | |                                                                                     |
| |         | Starołęka PKM    | Junikowo        | 13            | 37 min.               | 32/36              | - Konstal 105Na - Moderus Alfa - Moderus Beta - Tatra RT6 MF06 AC                                                 |                                                                                     |
| Przebieg linii: STAROŁĘKA PKM - Zamenhofa - Jana Pawła II - Kórnicka - Mostowa - pl. Bernardyński - Podgórna - Aleje Marcinkowskiego - pl. Wolności - Gwarna - Święty Marcin - Bukowska - Grunwaldzka - JUNIKOWO                                                             |         |                  |                 |               |                       |                    | |                                                                                     |
| |         | Górczyn PKM      | Os. Sobieskiego | 10,35         | 22 min.               | 15                 | - Konstal 105Na - Moderus Alfa - Siemens Combino - Solaris Tramino - Moderus Gamma                                |                                                                                     |
| Przebieg linii: GÓRCZYN PKM - Głogowska - Wydłużenie trasy PST - Trasa PST - OS. SOBIESKIEGO |         |                  |                 |               |                       |                    | |                                                                                     |
| |         | Os. Sobieskiego  | Junikowo        | 12,5          | 26 min.               | 21/23              | - Konstal 105Na - Moderus Alfa - Tatra RT6 MF06 AC - Siemens Combino - Solaris Tramino - Moderus Gamma            |                                                                                     |
| Przebieg linii: OS. SOBIESKIEGO - Trasa PST - Roosevelta - Bukowska - Grunwaldzka - JUNIKOWO |         |                  |                 |               |                       |                    | |                                                                                     |
| |         | Os. Sobieskiego  | Franowo         | 13,56         | 29 min.               | 25                 | - Solaris Tramino - Moderus Gamma                                                                                 |                                                                                     |
| Przebieg linii: OS. SOBIESKIEGO - Trasa PST - Fredry - Gwarna - Święty Marcin - Aleje Marcinkowskiego - Podgórna - pl. Bernardyński - Mostowa - Kórnicka - Warczygłowy - Trasa Kórnicka - Piaśnicka - Szwajcarska - FRANOWO                                                  |         |                  |                 |               |                       |                    | |                                                                                     |
| |         | Górczyn          | Starołęka PKM   | 15,23         | 49 min.               | 35/36              | - Konstal 105Na - Moderus Alfa - Moderus Beta - Solaris Tramino                                                   |                                                                                     |
| Przebieg linii: GÓRCZYN PKM - Matyi - Towarowa - Święty Marcin - Gwarna - pl. Ratajskiego - pl. Wielkopolski - Małe Garbary - Wyszyńskiego - Jana Pawła II - Warczygłowy - Trasa Kórnicka - Chartowo - Żegrze - Hetmańska - Starołęcka - STAROŁĘKA PKM                       |         |                  |                 |               |                       |                    | |                                                                                     |
| |         | Ogrody           | Franowo         | 10,5          | 37 min.               | 25                 | - Konstal 105Na - Moderus Alfa - Moderus Beta - Solaris Tramino - Moderus Gamma                                   |                                                                                     |
| Przebieg linii: OGRODY - Roosevelta - Matyi - Królowej Jadwigi - Krzywoustego - Jana Pawła II - Warczygłowy - Trasa Kórnicka - Piaśnicka - Szwajcarska - FRANOWO |         |                  |                 |               |                       |                    | |                                                                                     |
| |         | Połabska         | Dębiec PKM      | 10,24         | 36 min.               | 25/26              | - Düwag GT8ZR - Konstal 105Na - Siemens Combino - Moderus Beta - Moderus Gamma (w tym LF 05 AC)                   | Kursuje tylko w godzinach szczytu w dni robocze co 20 minut na zmianę z linią nr 9. |
| Przebieg linii: POŁABSKA - Murawa - Winogrady - Pułaskiego - Fredry - Gwarna - Święty Marcin - Aleje Marcinkowskiego - Strzelecka - Królowej Jadwigi - Górna Wilda - 28 Czerwca 1956 r. - DĘBIEC PKM                                                                         |         |                  |                 |               |                       |                    | |                                                                                     |

### Linie nocne[63]
| Numer linii | Schemat | Pętla początkowa | Pętla końcowa   | Długość linii | Średni czas przejazdu | Liczba przystanków | Tramwaje kursujące                | Uwagi |
| --- | ------- | ---------------- | --------------- | ------------- | --------------------- | ------------------ | --------------------------------- | ----- |
| |         | Unii Lubelskiej  | Os. Sobieskiego | b.d.          | 39 min.               | 31/33              | - Solaris Tramino - Moderus Gamma |       |
| Przebieg linii: UNII LUBELSKIEJ - Unii Lubelskiej - Żegrze - Chartowo - Trasa Kórnicka - Warczygłowy - Kórnicka - Mostowa - pl. Bernardyński - Podgórna - Aleje Marcinkowskiego - pl. Wolności - Gwarna - Święty Marcin - Roosevelta - Głogowska - Wydłużenie trasy PST - Trasa PST - OS. SOBIESKIEGO |         |                  |                 |               |                       |                    |                                   |       |
| |         | Franowo          | Os. Sobieskiego | b.d.          | 29 min.               | 25                 | Solaris Tramino Moderus Gamma     |       |
| Kursuje tylko w noce z piątku na sobotę i z soboty na niedzielę. |         |                  |                 |               |                       |                    |                                   |       |
| Przebieg linii: FRANOWO - Szwajcarska - Piaśnicka - Trasa Kórnicka - Warczygłowy - Kórnicka - Mostowa - pl. Bernardyński - Podgórna - Aleje Marcinkowskiego - pl. Wolności - Fredry - Roosevelta - Trasa PST - OS. SOBIESKIEGO                                                                        |         |                  |                 |               |                       |                    |                                   |       |

### Remonty i zamknięcia
Podczas remontów i zamknięć występuje konieczność reorganizacji siatki połączeń.
W Poznaniu stosowane są następujące praktyki:
1. Czasowa zmiana trasy sygnalizowana poprzez tablice elektroniczne – nazwa końcówki naprzemiennie z napisem „Trasa zmieniona”;
2. Zawieszenie linii;
3. Linie stałe dzienne mają zakres numeracji od 1 do 19;
4. Uruchomienie linii wahadłowych lub dodatkowych – numery od 21 do 99. Linie wahadłowe obsługiwane są taborem dwukierunkowym (Düwag GT8ZR, Moderus Beta MF22 AC BD lub Moderus Gamma LF03 AC BD);
5. Linie autobusowe „za tramwaj” TX (gdzie X oznacza cyfrę, np. T1). Kursują one od miejsca zamknięcia do najbliższego węzła przesiadkowego.

## Tabor

### Tramwaje liniowe
Stan na 18 lipca 2025:
| Zdjęcie      | Producent         | Typ tramwaju              | Liczba  | Początek eksploatacji | Liczba członów | Liczba miejsc siedzących | Modernizator                 | Procent niskiej podłogi | Właściwości | Źródła        |
| ------------ | ----------------- | ------------------------- | ------- | --------------------- | -------------- | ------------------------ | ---------------------------- | ----------------------- | --- | ------------- |
| Brak zdjęcia | Duewag            | R.1.1                     | 5 z 24  | 2025                  | 3              |                          | -                            | 75%                     | |               |
|              | Modertrans Poznań | Moderus Gamma LF 04 AC BD | 11 z 30 | 2025                  | 3              |                          | –                            | 100%                    | przewóz osób na wózkach · pojazd dwukierunkowy · klimatyzacja przestrzeni pasażerskiej · przewóz rowerów · ładowarki USB | [ 65 ]        |
|              | Modertrans Poznań | Moderus Gamma LF 05 AC    | 1       | 2023                  | 1              |                          | –                            | 100%                    | przewóz osób na wózkach · klimatyzacja przestrzeni pasażerskiej · ładowarki USB                                          | [ 66 ] [ 67 ] |
|              | Modertrans Poznań | Moderus Gamma LF 03 AC BD | 20      | 2019                  | 3              | 48                       | –                            | 100%                    | przewóz osób na wózkach · pojazd dwukierunkowy · klimatyzacja przestrzeni pasażerskiej · przewóz rowerów · ładowarki USB | [ 68 ]        |
|              | Modertrans Poznań | Moderus Gamma LF 02 AC    | 30      | 2018                  | 3              | 56                       | –                            | 100%                    | przewóz osób na wózkach · klimatyzacja przestrzeni pasażerskiej · przewóz rowerów · ładowarki USB                        | [ 68 ]        |
|              | Modertrans Poznań | Moderus Gamma LF 01 AC    | 1       | 2017                  | 5              | 56                       | –                            | 100%                    | przewóz osób na wózkach · klimatyzacja przestrzeni pasażerskiej                                                          | [ 69 ]        |
|              | Solaris           | Tramino S105p             | 45      | 2011                  | 5              | 48+5                     | –                            | 100%                    | przewóz osób na wózkach · klimatyzacja przestrzeni pasażerskiej · przewóz rowerów                                        | [ 70 ]        |
|              | Modertrans Poznań | Moderus Beta MF 22 AC BD  | 10      | 2017                  | 3              | 32+4                     | –                            | 25%                     | przewóz osób na wózkach · pojazd dwukierunkowy · klimatyzacja przestrzeni pasażerskiej · przewóz rowerów · ładowarki USB | [ 71 ] [ 72 ] |
|              | Modertrans Poznań | Moderus Beta MF 20 AC     | 20      | 2016                  | 3              | 30+9                     | –                            | 25%                     | przewóz osób na wózkach · klimatyzacja przestrzeni pasażerskiej · przewóz rowerów · ładowarki USB                        | [ 71 ]        |
|              | Modertrans Poznań | Moderus Beta MF 02 AC     | 23      | 2011                  | 3              | 30+9                     | –                            | 25%                     | przewóz osób na wózkach · przewóz rowerów                                                                                | [ 73 ]        |
|              | Modertrans Poznań | Moderus Alfa 105N-HF 07   | 18      | 2008                  | 1              | 16                       | Modertrans Poznań            | 0%                      | przewóz rowerów |               |
|              | Modertrans Poznań | Moderus Alfa HF 04 AC     | 2       | 2008                  | 1              | 20                       | Modertrans Poznań            | 0%                      | przewóz rowerów |               |
|              | Siemens           | Combino                   | 14      | 2003                  | 5              | 57                       | SAATZ                        | 100%                    | przewóz osób na wózkach · przewóz rowerów                                                                                | [ 74 ]        |
|              | ČKD/HCP           | Tatra RT6 MF 06 AC        | 16      | 1997                  | 3              | 46                       | Modertrans Poznań            | 63%                     | przewóz osób na wózkach · przewóz rowerów                                                                                | [ 75 ]        |
|              | Konstal           | 105NaDK                   | 1       | 2004                  | 1              | 20                       | MPK Poznań/Modertrans Poznań | 0%                      | [ h ] | [ 76 ]        |
|              | Konstal           | 105Na                     | 25      | 1979                  | 1              | 20                       | MPK Poznań/Modertrans Poznań | 0%                      | przewóz rowerów | [ 76 ]        |
|              | Düwag             | GT8ZR                     | 3       | 2005                  | 3              | 62                       | –                            | 0%                      | pojazd dwukierunkowy | [ 78 ]        |

| Statystyki, stan na: 13 marca 2025 roku                      | Statystyki, stan na: 13 marca 2025 roku |
| ------------------------------------------------------------ | --------------------------------------- |
| Suma składów                                                 | 229                                     |
| Składy niskopodłogowe                                        | 180                                     |
| Składy wysokopodłogowe (105 N/Na(26), Alfa(20), GT8ZR(3))    | 49                                      |
| Planowany zakup (Gamma(30), Bonn(24))                        | 54                                      |
| Docelowa suma składów z niską podłogą (180 + 54)             | 234                                     |
| Docelowa suma składów (180 + 54)                             | 234                                     |
| Udział składów niskopodłogowych i niskowejściowych we flocie | 78,6%                                   |

### Tramwaje szkoleniowe
| Zdjęcie | Typ tramwaju          | Numery taborowe |
| ------- | --------------------- | --------------- |
|         | Moderus Beta MF 02 AC | 438             |
|         | 105Na+105NaD          | 340+341         |

### Tramwaje historyczne
| Zdjęcie | Producent                | Typ            | Rok produkcji   | Numer taborowy | Lata eksploatacji wagonów danego typu | Opis | Cechy                |                             |
| ------- | ------------------------ | -------------- | --------------- | -------------- | ------------------------------------- | --- | -------------------- | --------------------------- |
|         | Herbrand                 | Herbrand B3/H0 | 1895            | 24             | 1880–1898                             | Wagon konny z 1880 r., kilkakrotnie przebudowywany. Stacjonuje na zajezdni Madalińskiego. | –                    | [ 79 ]                      |
|         | Carl Weyer               | WD             | 1905            | 305            | 1905–1960                             | Jest to wagon doczepny z numerem bocznym 305, wyprodukowany w 1905 r. Został odbudowany przez Modertrans w 2015 r. Docelowo ma jeździć z B.S typ I. | –                    | [ 80 ] [ 81 ] [ 82 ] [ 83 ] |
|         | Bergische Stahlindustrie | Typ I          | 2018 (odbudowa) | 15             | 1897–1902                             | Został odbudowany na bazie zachowanego podwozia. W 100. rocznicę Powstania Wielkopolskiego wyjechał na tory wraz z Carl Weyer i z jego pokładu KMPS rozdawał kotyliony. | –                    | [ 82 ] [ 84 ]               |
|         | Wismar                   | S2D            | 1930            | 423            | 1946–1972                             | Wagon o numerze 423 został wyprodukowany w 1930 r. pierwotnie dla Szczecina, gdzie miał numer 502, sprowadzony do Poznania po II wojnie światowej. Po likwidacji w 1970 roku pełnił funkcję altany. Przechowywane w Modertrans w celu konserwacji od 2008 roku, odbudowany w 2023 roku przez MPK Kraków. Stacjonuje na zajezdni Franowo. | –                    | [ 85 ]                      |
|         | Fuchs                    | KSW            | 1944            | 158            | 1944–1972                             | Numer boczny 158 (do 2022 r. 2033), użytkowany wcześniej jako gospodarczy. Odbudowany w 2022 roku przez MPK Kraków. Stacjonuje na zajezdni Franowo. | –                    | [ 86 ] [ 87 ]               |
|         | Konstal                  | N              | 1949            | 286            | 1949–1992                             | Wagon N nr 286 (do 2021 r. 602) został zmodernizowany podczas eksploatacji – przerobiono go na jednokierunkowy i zmodyfikowano wygląd. Najczęściej ciągnie on doczepy 456 i 436. Wszystkie wozy stacjonują na zajezdni Franowo. | –                    | [ 81 ] [ 88 ]               |
|         | Stocznia Północna        | N              | 1951            | 2024           | 1951–1992                             | Numer boczny 2024, wyprodukowany w stoczni Gdańskiej, użytkowany wcześniej jako gospodarczy, stacjonuje na zajezdni Madalińskiego. | pojazd dwukierunkowy | [ 81 ]                      |
|         | Sanocka Fabryka Wagonów  | ND             | 436             | 1950           | 1950–1992                             | Wagon o numerze 436 (wcześniej 2046) wyprodukowano w 1950 r. w S.F.W. Jest to wagon doczepny pochodzących z pierwszej partii ośmiu wagonów. W Poznaniu jeździło 49 wagonów tego typu. Wycofano go w 1992 r. Do końca eksploatacji jeździł jako doczepa w składzie szkoleniowym, a także w trójskładach. Pojazd został wpisany do Rejestru zabytków ruchomych a remont odbywał się w latach 1996–2013.                                             | –                    | [ 81 ]                      |
|         | Konstal                  | ND             | 456             | 1952           | 1949–1992                             | Wagon 456 został przebudowany podczas eksploatacji – przerobiono go na jednokierunkowy i zmodyfikowano wygląd. Najczęściej jeździ w składzie z wagonem motorowym 286. | –                    | [ 81 ] [ 88 ]               |
|         | Konstal                  | 4N             | 689             | 1957           |                                       | Wagon oczekuje na remont |                      | [ 89 ]                      |
|         | Konstal                  | 4ND            | 476             | 1957           |                                       | Wagon oczekuje na remont |                      | [ 90 ]                      |
|         | Konstal                  | 4ND            | 517             | 1961           |                                       | Wagon oczekuje na remont |                      | [ 91 ]                      |
|         | Konstal                  | 102N           | 1               | 1969           | 1970–2004                             | Jeden z wagonów 102N, produkowanych w latach 1967–1970. Do Poznania dotarło 8 sztuk. Wagon o numerze 1 jest jednym z 5 zachowanych tramwajów tego typu. Odrestaurowany tramwaj od 2005 r. kursuje na linii turystycznej. Ze względu na swój wygląd zwany potocznie „kanciakiem”. | –                    | [ 81 ] [ 92 ]               |
|         | Konstal                  | 102Na          | 71              | 1972           | 1970–2013                             | Typ tramwaju produkowany w latach 1970–1973. Do Poznania dotarło 65 sztuk. Wagon o numerze 71 został gruntownie wyremontowany w 2008 r. Od tamtej pory kursował po regularnych liniach, głównie po trasach linii 3 i 4. Jednakże 10 grudnia 2013 r. (z powodu wieku) wagon został przekwalifikowany na tabor historyczny kończąc tym samym erę liniowego kursowania wozów typu 102Na w Polsce.                                                    | –                    | [ 81 ] [ 93 ]               |
|         | Konstal                  | 105N           | 82+81           | 1979           | 1975–2013                             | Produkowany w latach 1973–1979. Wszystkie wagony (oprócz 81+82) podczas eksploatacji zostały przebudowane na typy: 105Na, 105NaD i Moderusy Alfa. Obecnie po Poznaniu jeździ jeden dwuwagonowy odrestaurowany skład tego tramwaju. Z powodu swojego wyglądu nazywane czasami potocznie „akwarium”. W 2014 r. został on przekwalifikowany na tabor historyczny (zabytkowy). W 2015 zmieniono numery 193 i 194 na 81 i 82.                          | –                    | [ 81 ] [ 94 ]               |
|         | Konstal                  | 105Na          | 280             | 1987           | 1979-nadal                            | Wagon oczekuje na remont |                      | [ 95 ]                      |
|         | Düwag                    | GT6            | 1957            | 2513           | 1996–2010                             | Wagony tego typu sprowadzono do Poznania w latach 1996–2000 z Düsseldorfu. Ze względu na kraj pochodzenia nazywane potocznie były „helmutami”. W 2013 r. został przekwalifikowany na pojazd historyczny. Wagon jest pomalowany w barwy niemieckiego przewoźnika, zostało także odtworzone wnętrze i jego niemieckie wyposażenie. W 2019 przywrócono też oryginalny numer 2513 (zamiast nadanego w Poznaniu 615).                                  | –                    | [ 81 ] [ 96 ]               |
|         | Beijnes                  | 3G             | 805             | 1960           | 2003–2011                             | Wagon o numerze bocznym 805, wyprodukowany w 1960 r. i sprowadzony do Poznania w 2003 r. Potocznie nazywane były „holendrami”. Wycofany z eksploatacji w czerwcu 2011 r., m.in. ze względu na wiek, czy bardzo wąskie drzwi utrudniające wymianę pasażerów. W listopadzie 2016 r. zaczęto przywracać mu żółto-brązowe malowanie. W remoncie, z użyciem m.in. części zamiennych z wagonu nr 800, który został ściągnięty z Amsterdamu w 2023 roku. | –                    | [ 81 ] [ 97 ]               |
|         | Düwag                    | GT8            | 702             | 1969           | 1996–2019                             | Wagony sprowadzone do Poznania w latach 1996–1998 oraz 2010-2011 z Düsseldorfu i Frankfurtu nad Menem. Wycofane 10 listopada 2019 z ruchu liniowego po zrealizowanych dostawach wagonów Moderus Gamma. | –                    | [ 77 ] [ 98 ]               |
|         | Düwag                    | GT8            | 707             | 1968           | 1996–2019                             | Wagony sprowadzone do Poznania w latach 1996–1998 oraz 2010-2011 z Düsseldorfu i Frankfurtu nad Menem. Wycofane 10 listopada 2019 z ruchu liniowego po zrealizowanych dostawach wagonów Moderus Gamma. |                      |                             |

### Tramwaje wycofane z eksploatacji
| Zdjęcie | Producent | Typ           | Lata eksploatacji | Opis | Cechy                                                                               | Liczba wagonów |                 |
| ------- | --------- | ------------- | ----------------- | --- | ----------------------------------------------------------------------------------- | -------------- | --------------- |
|         | HCP       | 105N/2 (115N) | 1995–2008         | Prototypowy wagon o numerze 400. W 2008 r. odstawiony z powodu zbyt częstych awarii. Został skreślony z inwentarza w kwietniu 2010 r. i zezłomowany w sierpniu 2011. | przewóz osób na wózkach                                                             | 1              | [ 99 ]          |
|         | Konstal   | 13N           | 1998–2011         | Wagon o numerze 115 pozyskany przez Klub Miłośników Pojazdów Szynowych poprzez wymianę z warszawskim Klubem Miłośników Komunikacji Miejskiej za wagon 102Na nr 42 w 1998 r. z przeznaczeniem na historyczny. Zachował malowanie warszawskie, używany do roku 2008, kiedy to został odstawiony ze względu na zły stan techniczny. W 2011 przekazany Szkole Aspirantów PSP, gdzie służy celom treningowym. | –                                                                                   | 1              | [ 81 ]          |
|         | HCP       | 118N Puma     | 2008–2011         | Prototypowy wagon o numerze 450 wydzierżawiony od HCP jeździł po poznańskich torowiskach do 2011 r. | przewóz osób na wózkach                                                             | 1              | [ 100 ]         |
|         | Solaris   | Tramino S100  | 2011–2020         | Prototypowy tramwaj wydzierżawiony od Solarisa. W 2020 roku wycofany z eksploatacji z powodu awarii. W 2022 roku odkupiony przez MPK, obecnie oczekuje remontu. Początek eksploatacji: 2009. Liczba miejsc: 61+8. | przewóz osób na wózkach · klimatyzacja przestrzeni pasażerskiej · zasobniki energii | 1              | [ 101 ] [ 102 ] |

### Pojazdy techniczne[103][104]
| Zdjęcie | Nazwa                  | Uwagi                                                               | Liczba wagonów/pojazdów |
| ------- | ---------------------- | ------------------------------------------------------------------- | ----------------------- |
|         | GT6                    | Holownik                                                            | 2                       |
|         | 4N1                    | Wagon silnikowy gospodarczy o numerze 2020.                         | 1                       |
|         | 4N1                    | Pług wirnikowy o numerze 2034.                                      | 1                       |
|         | 4N1                    | Wagony silnikowe wieżowe o numerach 2041 i 2042.                    | 2                       |
|         | CSW-44                 | Wagon silnikowy do robót torowych o numerze 2038.                   | 1                       |
|         | WMS-01L                | Wagon spalinowy, wieżowy o numerze #2043.                           | 1                       |
|         | PWMS-01L               | Wagon spalinowy z podnośnikiem koszowym o numerze 2094.             | 1                       |
|         | GD                     | Doczepna szlifierka do szyn o numerze 2070.                         | 1                       |
|         | PCSW-40                | Doczepna platforma do robót torowych o numerze 2071.                | 1                       |
|         | warsztat własny        | Wagon akumulatorowy manewrowy na wózku 102N (bez numeru).           | 1                       |
|         | Koltech WM-02          | Wagon akumulatorowy manewrowy (bez numeru).                         | 1                       |
|         | podwozie ND            | Wagony doczepne z agregatem prądotwórczym o numerach 2067 i 2093.   | 2                       |
|         | podwozie ND            | Doczepna kryta skrzynia na piasek o numerze 2051.                   | 1                       |
|         | podwozie ND            | Wagony doczepne, skrzyniowe o numerze 2066 i 2075.                  | 2                       |
|         | Star 200               | Samochody ciężarowe, dźwigi wieżowe o numerach 2220 i 2210.         | 2                       |
|         | MAN TGM 18.240         | Samochód ciężarowy z koszem typu Montraks 6PS – o numerze 2200.     | 1                       |
|         | MAN LE 18.220          | Żuraw samochodowy typu TRAM 123 o numerze #2199.                    | 1                       |
|         | Unistar-K              | Samochód ciężarowy ratunkowy drogowo-torowy o numerze 2150.         | 1                       |
|         | Iveco EuroCargo Tector | Samochód ciężarowy drogowo–torowy, czyszczarka do torowisk nr 2267. | 1                       |
|         | Peugeot Boxer          | Pogotowie zwrotnic o numerze 2053.                                  | 1                       |
|         | Unimog                 | Samochód ciężarowy drogowo-szynowy, holownik.                       | 1                       |
|         | MAN TGS 41.420 8×4     | Holownik autobusowy, zbudowany został na bazie ciężarówki MAN       | 1                       |

## Planowana rozbudowa
Ta sekcja dotyczy przyszłego wydarzenia. Informacje w niej zawarte mogą się zmienić wraz z pojawieniem się nowych faktów, a początkowe doniesienia mogą być niepewne. Ostatnie aktualizacje tego artykułu mogą nie odzwierciedlać najbardziej aktualnych informacji.
W Poznaniu planuje się znaczną rozbudowę sieci torowisk, choć część propozycji nie wyszła jeszcze z fazy koncepcji:
- przedłużenie trasy tramwajowej z pętli „Ogrody” przy ul. Dąbrowskiego do ul. Polskiej i budowa nowego dworca autobusowo-tramwajowego „Aleja Polska” (ulicą Nowina), tzw. "Brama Zachodnia"[106],
- przedłużenie trasy tramwajowej z pętli „Zawady” przez ul. Zawady i Główną na Rynek Wschodni, z możliwym zakończeniem na stacji Poznań Wschód[107] lub przedłużeniem do ulicy Gdyńskiej lub Gnieźnieńskiej[108],
- przedłużenie trasy tramwajowej z pętli „Dębiec” przez ul. 28 Czerwca 1956 r. do projektowanego zintegrowanego węzła przesiadkowego „Klin Dębiecki”, bądź nawet do Lubonia[109][110].
- przedłużenie trasy tramwajowej z pętli „Górczyn” przez ul. Głogowską na Fabianowo[potrzebny przypis],
- budowa trasy od ul. Wierzbięcice przez Niezłomnych, Ratajczaka do ul. 27 Grudnia[111],
- budowa trasy do os. Kopernika w ciągu ulic Arciszewskiego i Pogodnej[112] oraz trasy w ciągu Szpitalnej i Grochowskiej. Możliwa jest wcześniejsza realizacja do okolic Cmentarza Górczyńskiego[113],
- budowa trasy tramwajowej wzdłuż ul. Garbary, Szelągowskiej i Naramowickiej na Naramowice (w dalszej perspektywie Morasko[114]) z połączeniem z istniejącą już trasą przy ul. Wilczak, następnie etap II Estkowskiego/Małe Garbary-Wilczak, miasto wystąpiło już o pieniądze na projekt etapu III Błażeja-Umultowo[115], planowany jest również etap IV Rubież),
- przedłużenie trasy z pętli „Junikowo” do Plewisk do okolic ul. Kolejowej, z uwzględnieniem węzła przesiadkowego w rejonie stacji Poznań Junikowo[116],
- budowa trasy odchodzącej od ul. Grochowskiej ul. Marcelińską do osiedla mieszkaniowego na rogu ul. Wałbrzyskiej lub – w drugim wariancie – przez kompleks biurowców Business Garden do okolicy centrum handlowego King Cross Marcelin[117][118],
- przedłużenie trasy z pętli „Piątkowska” na Podolany, do planowanego zintegrowanego węzła przesiadkowego „Druskienicka”[119]. Pierwszym etapem mogłaby być odnoga torów od przystanku "os. Winiary" w rejon trzech szpitali przy Lutyckiej[120],
- budowa trasy tramwajowej na Wolne Tory[121].
- budowa trasy tramwajowej na Świerczewo wzdłuż planowanej ulicy Dolna Głogowska[121],
- budowa trasy tramwajowej wzdłuż ulicy Solnej[121],
- budowa trasy tramwajowej na Szczepankowo lub do Zalasewa[121],
- przedłużenie trasy tramwajowej z pętli Połabska do skrzyżowania ulicy Umultowskiej i Lechickiej[122],
- łącznik z przystanku Arciszewskiego ulicą Grochowską do ulicy Grunwaldzkiej[123],
- przedłużenie trasy z pętli „Miłostowo” do Swarzędza; w lipcu 2023 roku samorządy Poznania i Swarzędza oraz Volkswagen Poznań podpisały list intencyjny. Nowa trasa prawdopodobnie będzie się kończyć przy ulicy Stawnej, na wysokości Skansenu Pszczelarskiego[124]